# Societatea Amicilor Bellelor-Arte
Societatea Amicilor Bellelor-Arte a fost o organizație cultural artistică înființată în luna iunie a anului 1872. Din cauză că Expozițiile artiștilor în viață care se organizau la București, erau departe de a aduce rezultatele scontate, câțiva pictori - Theodor Aman, Gheorghe Tattarescu, Cezar Bolliac, Alexandru Odobescu, Dimitrie I. Berindei, Nicolae Grigorescu și Constantin I. Stăncescu, grupați în jurul unui nucleu de intelectuali fondatori ai Societății Filarmonica, ai Societății pentru Învățământul popular sau Ateneul Român, au preluat inițiativa și la începutul lunii iunie 1872 au pus bazele Societății Amicilor Bellelor-Arte.
Societatea a organizat trei expoziții în anii 1873, 1874 și 1876. Cea mai importantă dintre ele a fost cea din anul 1873, care prin amploarea ei a depășit prin numărul expozanților și cel al lucrărilor de artă plastică, toate expozițiile oficiale organizate vreo dată în România. Se puteau vedea astfel, lângă operele artiștilor străini ca Emil Volkers sau Amedeo Preziosi, lucrările lui Theodor Aman, Constantin I. Stăncescu, Nicolae Grigorescu, Alexandru Fotino, Mihail Ștefănescu, Emil Crețulescu, Carol Popp de Szathmari, Gheorghe Tattarescu, Constantin Lecca, precum și o mulțime de opere atribuite marilor maeștri ca Van Dyck, Breugel, Salvator Rosa, Albrecht Dürer și mulți alții.
Atenția, admirația și simpatia publicului vizitator au fost atrase exclusiv de cele 146 de lucrări pe care le-a expus Nicolae Grigorescu. Ceilalți artiști, deși aparțineau stilului academist, au făcut o impresie onorabilă, deoarece, spre deosebire de lucrările cu care au concurat la precedentele Expoziții ale artiștilor în viață, multe și de o calitate discutabilă, la această manifestare au venit cu selecții dintre cele mai reușite. Pentru publicul bucureștean, noutatea expoziției a constituit-o tematica peisajului ca parte constitutivă a operei lui Nicolae Grigorescu. Până în acest an, peisajul era abordat de către pictorii locali din România doar ca fundal al compozițiilor de gen sau istorice. Peisajul mai apărea și în copiile de școală pe care elevii le făceau după artiștii străini sau în acuarelele ce aveau doar caracter documentar. Numeroasele pânze cu peisaje expuse de Nicolae Grigorescu, fără a avea o anecdotică specifică și fără a fi necesară o decodificare a unui mesaj, erau destinate hedonismului și liniștii sufletești. Ca urmare, ele au cucerit publicul. Din acest moment, crucial pentru Grigorescu, peisagistica a devenit preferata amatorilor și colecționarilor de artă, aceasta fiind din ce în ce mai prezentă la toate manifestările artistice ulterioare. Este binecunoscut efectul pe care Expoziția Societății Amicilor Bellelor-Arte din anul 1873 l-a avut asupra lui Ion Andreescu, cel care a vizitat și el expoziția de la Hotelul Herdan. Se știe că în acest moment Andreescu a decis să se consacre picturii.
În cele aproape două luni cât a durat, această expoziție a avut un număr impresionant de vizitatori pentru acele timpuri. Au fost peste 5.500 de persoane care au călcat pragul Hotelului Herdan, din cei circa 220.000 de bucureșteni care trăiau pe atunci în capitală. La închiderea expoziției, statul a achiziționat două picturii realizate de Nicolae Grigorescu intitulate Natură moartă (rațe) și Un soldat veteran, cunoscut astăzi ca Paznicul de la Chailly. S-au organizat trei licitații în care s-au vândut unele lucrări care au fost expuse, obținându-se astfel o sumă considerabilă pentru acele timpuri în valoare de 24.277 lei, din care doar Nicolae Grigorescu a obținut 17.067 lei.
La momentul expoziției societății din anul 1873, voga artistului Gheorghe Tattarescu, care se afla de ceva vreme pe un trend ascendent, a fost estompată de Nicolae Grigorescu și practic eliminată din primul plan al interesului amatorilor de artă. Principalul concurent al lui Grigorescu era fără nicio umbră de îndoială - Theodor Aman. După Expoziția Societății din anul 1873, Aman s-a abținut să mai expună la manifestările publice ale societății din anul 1874 și 1876 și nici la Expoziția artiștilor în viață din anul 1874, deși el a fost în continuare președintele acesteia. Expoziția Societății Amicilor Bellelor-Arte din 1873 a fost un succes din aproape toate punctele de vedere. Ea a asigurat triumful lui Nicolae Grigorescu. Din acest moment el a fost apreciat drept cel dintâi pictor al țării, fără rival în rândul confraților.
Activitatea societății s-a derulat până în anul 1884. La scurt timp după destrămarea ei, o nouă societate a luat ființă - Cercul artistic literar Intim Club.

## Premise istorice
Apariția burgheziei în Principatele Române a dus la consolidarea poziției ei pe scena politică și economică începând din a doua jumătate a secolului al XIX-lea. Acest deziderat a fost realizat prin compromisul pe care aceasta l-a făcut cu moșierimea în ceea ce s-a numit „monstruoasa coaliție" și prin înscăunarea unui principe de origine străină în ziua de 10 mai 1866, a prințului Carol de Hohenzollern-Sigmaringen care a fost proclamat de către Noua Adunare domnitor al României sub numele de Carol I.
O dată scopul fiind atins, autoritățile statului au redus sprijinul pe care-l acordase în trecut problemei culturale. Existase astfel de preocupări care s-au coagulat în anul 1860 cu înființarea Școlii de Muzică și Declamațiune de la Iași și mai apoi, în anul 1864, a Școlii Naționale de Arte Frumoase de la București. Mai departe, chestiunea a avut importanță doar în măsura în care era necesară pentru susținerea nevoilor și intereselor noii clase apărute în România.
S-a constatat un oarecare interes în marile centre urbane din București și Iași prin cele două școli pentru răspândirea și cultivarea gustului artistic. Existența celor două școli era una precară, ele fiind amenințate permanent de reducerea bugetului alocat funcționării lor, iar pinacotecile aveau în proprietate puține lucrări originale și doar câteva copii după mari maeștri făcute de bursierii statului în străinătate.

## Înființarea societății
Din cauză că Expozițiile artiștilor în viață care se organizau la București, erau departe de a aduce rezultatele scontate, câțiva pictori grupați în jurul unui nucleu de intelectuali fondatori ai Societății Filarmonica, ai Societății pentru Învățământul popular sau Ateneul Român, au preluat inițiativa și la începutul lunii iunie 1872 au pus bazele Societății Amicilor Bellelor-Arte.

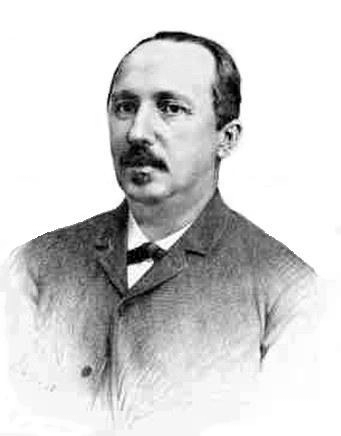
Constantin Esarcu

Presa din acele timpuri a anunțat evenimentul menționând că un număr de nouă persoane din rândul amatorilor de artă, colecționarilor și al artiștilor au înființat Societatea ce avea ca scop răspândirea „... gustul[ui] artelor în România, a încuraja producțiunile artistice și a le populariza în toată țara”. Numărul inițial de membri a fost de 25, ei plătind o cotizație de 5 lei pe lună. Aceștia s-au organizat și au format comitetul de conducere după cum urmează:
- Președinte: Grigore C. Cantacuzino;
- Vicepreședinți: Theodor Aman și Constantin Esarcu;
- Membri: Gheorghe Tattarescu, Cezar Bolliac, Alexandru Odobescu, Dimitrie I. Berindei, Nicolae Grigorescu;
- Director administrativ: Constantin I. Stăncescu[3]

Prin statutul ei, societatea își propunea organizarea de expoziții, publicarea de memorii și studii referitoare la operele de artă ce urmau a fi expuse, înlesnirea vinderii lucrărilor artistice, premierea în cadrul manifestărilor culturale pe care le organiza, popularizarea în țară și străinătate a celor mai importante opere prin reproducerea lor în tehnica litografiei, fotografiei sau a gravurii și editarea unei foi de tip periodic.
Dintre toate aceste aspirații, conducerea societății și-a dirijat eforturile doar pe organizarea unei manifestări expoziționale care, așa cum spunea Alexandru Odobescu urma să fie una „a tuturor producțiunilor artistice câte se vor afla în țară". Această expoziție urma să fie o repetiție generală pentru standul românesc de la viitoarea Expoziție internațională de la Viena din vara anului 1873. Ca urmare, colecționarii și artiștii au fost anunțați prin presă să împrumute societății lucrări de artă și alte obiecte artistice pe care le aveau în proprietate. Rezultatul a fost unul pozitiv deoarece aceștia s-au grăbit să răspundă cerințelor.
Destrămarea societății s-a produs în anul 1884. La scurt timp după aceasta, o nouă societate a luat ființă - Cercul artistic literar Intim Club.

## Expozițiile Societății Amicilor Bellelor-Arte

### Expoziția din anul 1873
Cum societatea a fost înființată în luna iunie 1872, comitetul de conducere și-a impus ca obiectiv deschiderea unei expoziții în data de 1 octombrie 1872. Expoziția, din motive obiective, nu s-a putut deschide în luna octombrie așa cum s-a planificat.
Expoziția Societății Amicilor Bellelor-Arte a avut loc în perioada 1 ianuarie - 22 februarie 1873. Ea a avut loc la Hotelul Herdan, edificat în anul 1871 după proiectul arhitectului Alexandru Orăscu la intersecția Podului Mogoșoaiei (astăzi Calea Victoriei) cu Bulevardul Elisabeta, care a pus la dispoziția manifestării zece săli în loc de trei așa cum au dorit inițial organizatorii.

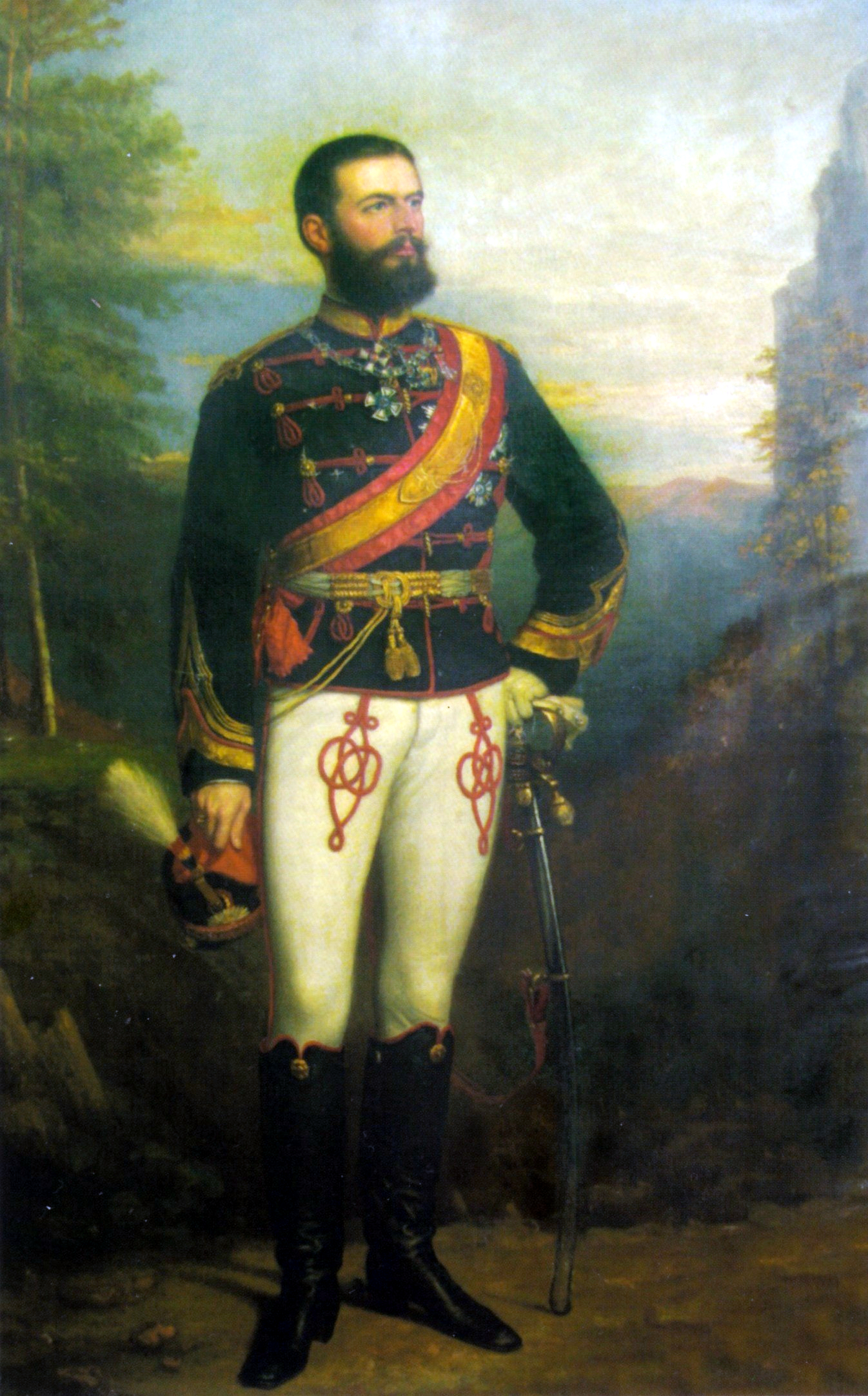
Principele Carol I în uniformă de cavalerie - de George P.A. Healy

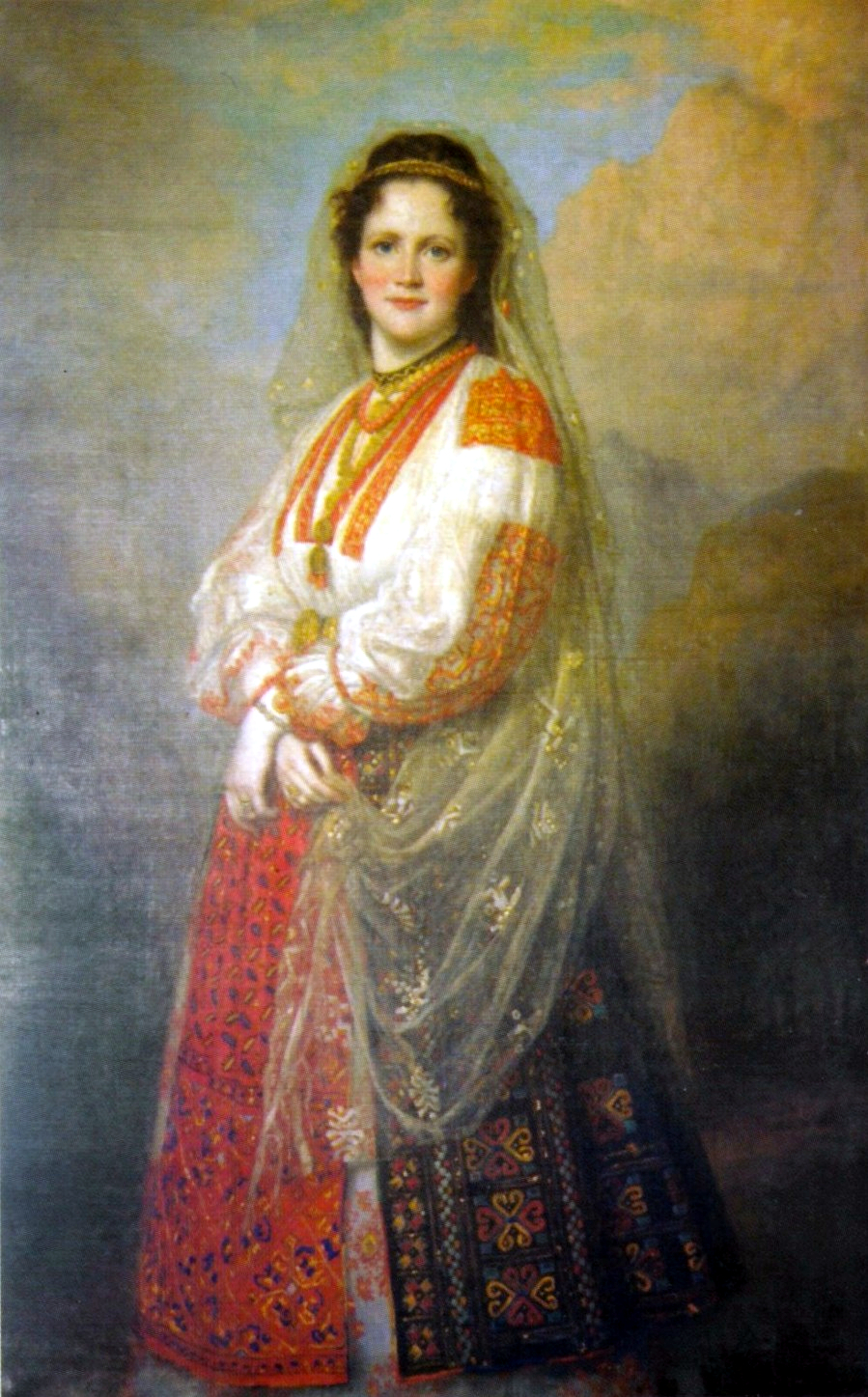
Principesa Elisabeta a României - de George P.A. Healy

Datorită publicității în presa acelor vremuri, s-au strâns peste 1000 de exponate. Din cauza numărului mare de lucrări de artă plastică care s-au adunat, acestea au umplut șase săli din cele zece, ele fiind dispuse înghesuit, pe mai multe rânduri, de la podea până la tavan. Acest fel de panotare nu era unul inedit deoarece în galeriile din străinătate se obișnuia o astfel de aranjare. Se puteau vedea astfel, lângă operele artiștilor străini ca Emil Volkers sau Amedeo Preziosi, lucrările lui Theodor Aman, Constantin I. Stăncescu, Nicolae Grigorescu, Alexandru Fotino, Mihail Ștefănescu, Emil Crețulescu, Carol Popp de Szathmari, Gheorghe Tattarescu, Constantin Lecca, C. Georgescu, Grigore C. Cantacuzino membru în juriul expozițiilor și pictor amator, precum și o mulțime de opere atribuite marilor maeștri ca Van Dyck, Breugel, Salvator Rosa, Albrecht Dürer și mulți alții. Cele din urmă exponate erau de fapt niște copii de factură târzie care se impuneau nu neapărat prin calități, ci prin atribuirea lor unor mari artiști.
Atenția, admirația și simpatia publicului vizitator au fost atrase exclusiv de lucrările pe care le-a expus Nicolae Grigorescu. Acesta a participat după unii istorici cu peste 100 de tablouri, iar după alții cu 146. Ceilalți artiști, deși aparțineau stilului academist, au făcut o impresie onorabilă, deoarece, spre deosebire de lucrările cu care au concurat la precedentele Expoziții ale artiștilor în viață, multe și de o calitate discutabilă, la această manifestare au venit cu selecții dintre cele mai reușite. De exemplu, Theodor Aman a adus de această dată doar câteva tablouri care se bucuraseră la expozițiile trecute de o prețuire unanimă a criticii de artă, iar Constantin I. Stăncescu a fost mai rezervat venind cu un număr mic de opere de o calitate acceptabilă. Astfel, Expoziția Societății Amicilor Bellelor-Arte din anul 1873 a depășit orice manifestare artistică care s-a desfășurat până atunci.
În cele aproape două luni cât a durat, această expoziție a avut un număr impresionant de vizitatori pentru acele timpuri. Au fost peste 5.500 de persoane care au călcat pragul Hotelului Herdan, din cei circa 220.000 de bucureșteni care trăiau pe atunci în capitală. S-au vândut 4980 de bilete, membrii societății și elevii unor școli de arte având accesul gratuit. Într-un comentariu extins al expoziției, Ulysse de Marsillac a remarcat fluxul important al publicului care a dus la aglomerarea de trăsuri din fața Hotelului Herdan. Atent la toate evenimentele artistice ale timpului, Marsillac a explicat toate beneficiile care decurg din astfel de manifestări.
Ca urmare a succesului, societatea a organizat licitații pentru vânzarea de lucrări realizate de Nicolae Grigorescu în zilele de 15, 18 și 22 februarie. De asemenea, a organizat un ciclu de conferințe cu tematici despre artă la Ateneul Român, a făcut un proiect de publicare a unui album cu fotografii ale operelor expuse, a redactat textele la statuia lui Mihai Viteazul și asupra elementelor machetei, s-a ocupat pentru transportarea craniului lui Mihai Viteazul de la Mănăstirea Dealu la Curtea de Argeș. O dată cu începutul anului 1874, societatea și-a propus să organizeze o nouă manifestare artistică.
Pentru a marca evenimentul organizat de Societatea Amicilor Bellelor-Arte, organizatorii au publicat un Catalog ce figurează la Esposițiunea Publică din 1873. Catalogul conținea 40 de planșe cu reproducerile celor mai bune obiecte și picturi care au fost expuse pe simezele de la Herdan.
Conform programului, manifestarea trebuia să se închidă în ziua de 15 februarie 1873. Datorită succesului pe care l-a înregistrat, ea a fost prelungită până în data de 22 februarie. Galeria putea fi vizitată în fiecare zi între orele 11 - 16 și biletul de intrare costa 1 leu.

#### Categorii de exponate
Evenimentul se dorea a fi unul cu o amploare deosebită deoarece organizatorii voiau să expună pe lângă opere de artă plastică, așa cum erau cele din domeniul graficii, sculpturii sau picturii, și exponate de artă aplicată dar și gliptică, numismatică, arheologie, sigilografie, manuscrise, etnografie și bibliofilie. Ca urmare, s-a făcut o listă a materialelor ce vor putea fi primite, precum și a tehnicilor agreate. Totul a suferit de o minuție remarcabilă. Au fost primite și tehnicile mai vechi sau mai noi în ceea ce privește multiplicarea unei imagini cu valoare artistică, așa cum era gravura în aramă, oțel și lemn, dar lipsea litografia. Au fost primite și reproducerile după obiecte de artă, dar și fotografia. Aceasta din urmă era considerată ca fiind de o mare importanță mai ales că societatea dorea să realizeze un catalog în care să reproducă cele mai importante exponate ale evenimentului.

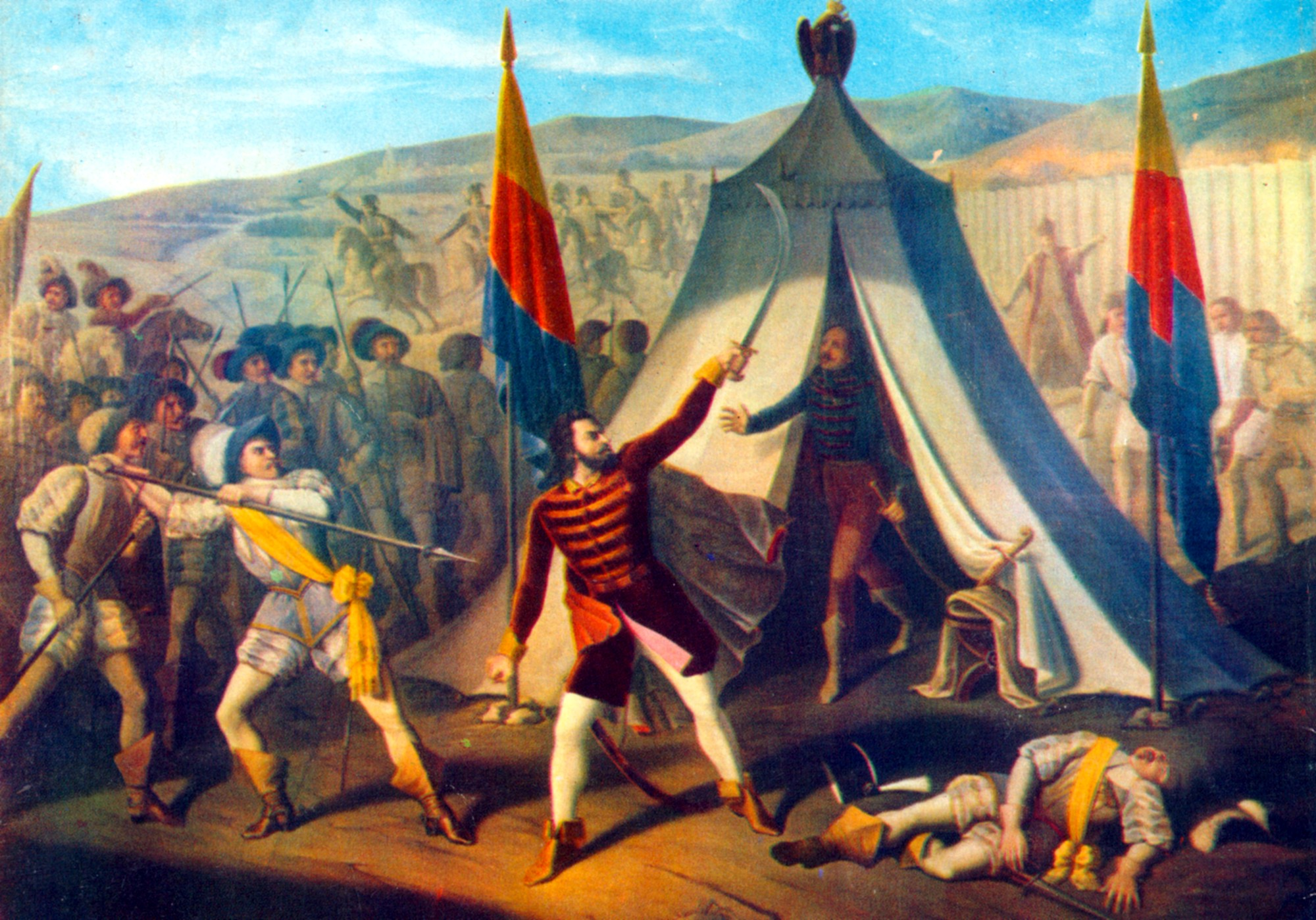
Cea din urmă noapte a lui Mihai Viteazul - de Constantin Lecca

„... Fotografia, acea prețioasă măiestrie, servitoarea cea mai fidelă a Bellelor-Arte, va putea încă fi de o mare utilitate pentru răspândirea cunoștințelor artistice, reproducând cele mai principale obiecte cari vor figura în această Exposițiune o asemenea colecțiune de reproduceri fotografice va putea servi artiștilor chiar și în timpii viitori, spre a constata și a prețui primul pas ce se va fi făcut în România pe calea de publicitate artistică ce Societatea Amicilor Bellelor-Arte voește astăzi a inaugura. Prin acele reproduceri, printr'un catalog raționat al Exposițiunei prin desemne și prin cercetări critice asupra obiectelor ce se vor aduna, dar mai cu seamă prin studiul comparativ ce publicul român va face preumblându'și ochii pe așa variate colecțiuni, Societatea speră că va ajunge a realisa foloase multe și variate din care cele mai notabile sunt următoarele: 
- va inventaria obiectele de artă ce se află în țară la noi, le va aduce la cunoștința învățaților și artiștilor din străinătate și va putea lămuri multe îndoieli și multe nedomiriri privitoare la unele din acele opere artistice;
- va răspândi în publicul român un gust mai viu și mai bine cumpănit pentru tot ce are un adevărat merit artistic, și prin aceasta va stimula sporirea și răspândirea culturei artistice în România;
- va întruni elemente pentru studiul istoric al dezvoltării artelor naționale și va da artiștilor, literaților și istoricilor, noțiuni mai precise spre a cunoaște iconografia, costumele și uzurile din trecut ale patriei;
- va presinta într'un chip aparent toate tendințele artistice ce, în mod instinctiv, se păstrează în unele industrii casnice ale poporului român și va căuta a le face folositoare într'un cerc industrial mai întins.”

----- Societatea Amicilor Bellelor-Arte, în Pressa nr. 123 / 7 iunie 1872

#### Preambul mediatic
Pentru popularizarea evenimentului artistic, Constantin Esarcu a solicitat în luna iunie 1872 redacției ziarului Pressa publicarea unui articol prin care a anunțat publicul despre obiectivele noii societăți prospăt înființată:
„... Pe de-o parte această Exposițiune poate deveni o adevărată inventariere a tuturor thesaurelor artistice care stau mai mult sau mai puțin și uneori chiar cu totul neprețuite pe la posesorii lor. Prin Exposițiunea proiectată vom ști cât și ce fel de obiecte de artă conține țara noastră; cum și prin ce mijloace ele au fost produse sau adunate cari au fost oamenii ce și-au dobândit mai mult merit sau lucrând sau colecționând în cercul producțiunilor artistice. Apoi, încă, publicul Capitalei văzând întrunite opere alese și variate, mai mult decât s'a putut aduna până acum la un loc în țară la noi, își va putea mai bine da socoteală de meritul relativ al obiectelor de artă în genere și astfel își va forma un gust mai luminat. Nu mai puțin poate fi de folos o asemenea Exposițiune a artiștilor și literaților noștri naționali dacă într'însa se vor putea aduna toate fragmentele rămase din operele artistice ce s'au produs în trecut pe pământul României. În fine, industria națională chiar poate să profite din acea Exposițiune căutând a'și inspira formele și ornamentațiunile decorative din obiectele de artă care vor figura într'însa.”
----- Societatea Amicilor Bellelor-Arte, în Pressa nr. 123 / 7 iunie 1872

#### Participanți
La acestă expoziție au participat Casa Regală a României, Gheorghe Tattarescu, Nicolae Grigorescu, Constantin I. Stăncescu, Theodor Aman, Iacovache Constantinescu, Henric Trenk, Mihail Ștefănescu, Alexandru Fotino, Carol Popp de Szathmari și mulți colecționari care au adus numeroase picturi de origine străină, piese arheologice, etnografice sau decorative de o valoare incertă.

Principalii participanți la Expoziția Societății Amicilor Bellelor-Arte din anul 1873
Casa Regală a României
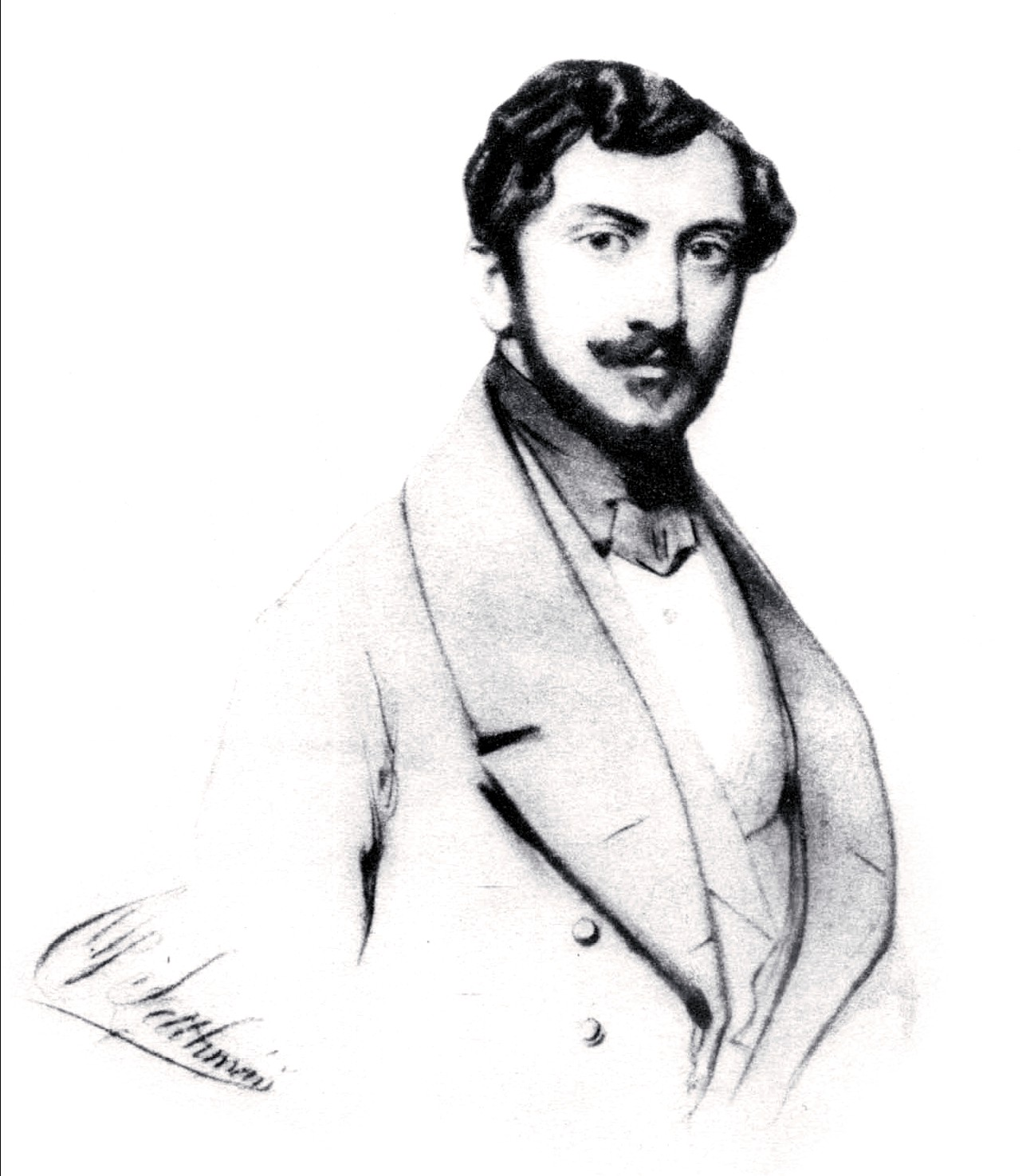
Carol Popp de Szathmári
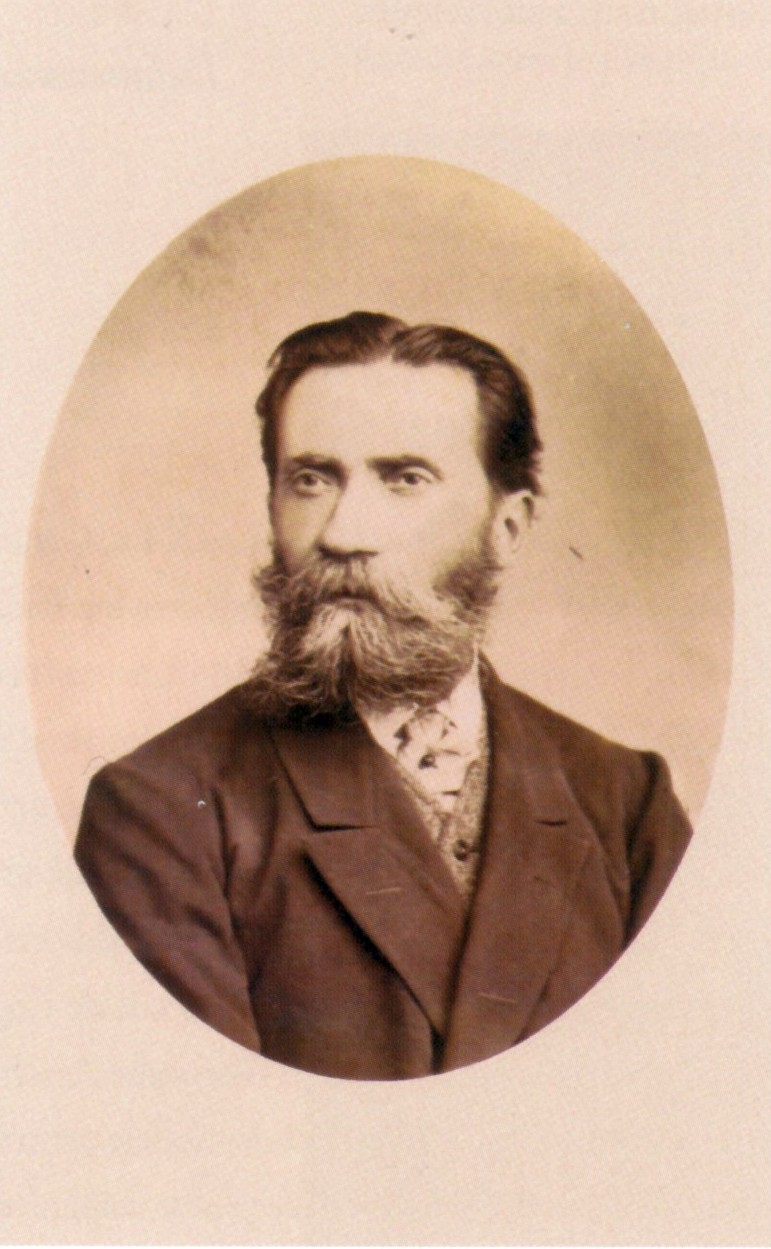
Gheorghe Tattarescu
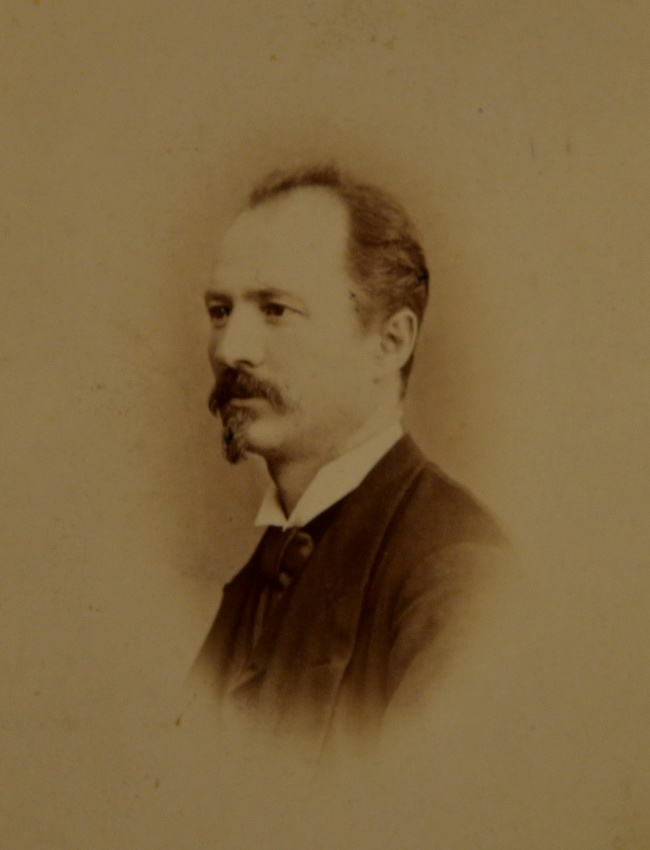
Nicolae Grigorescu
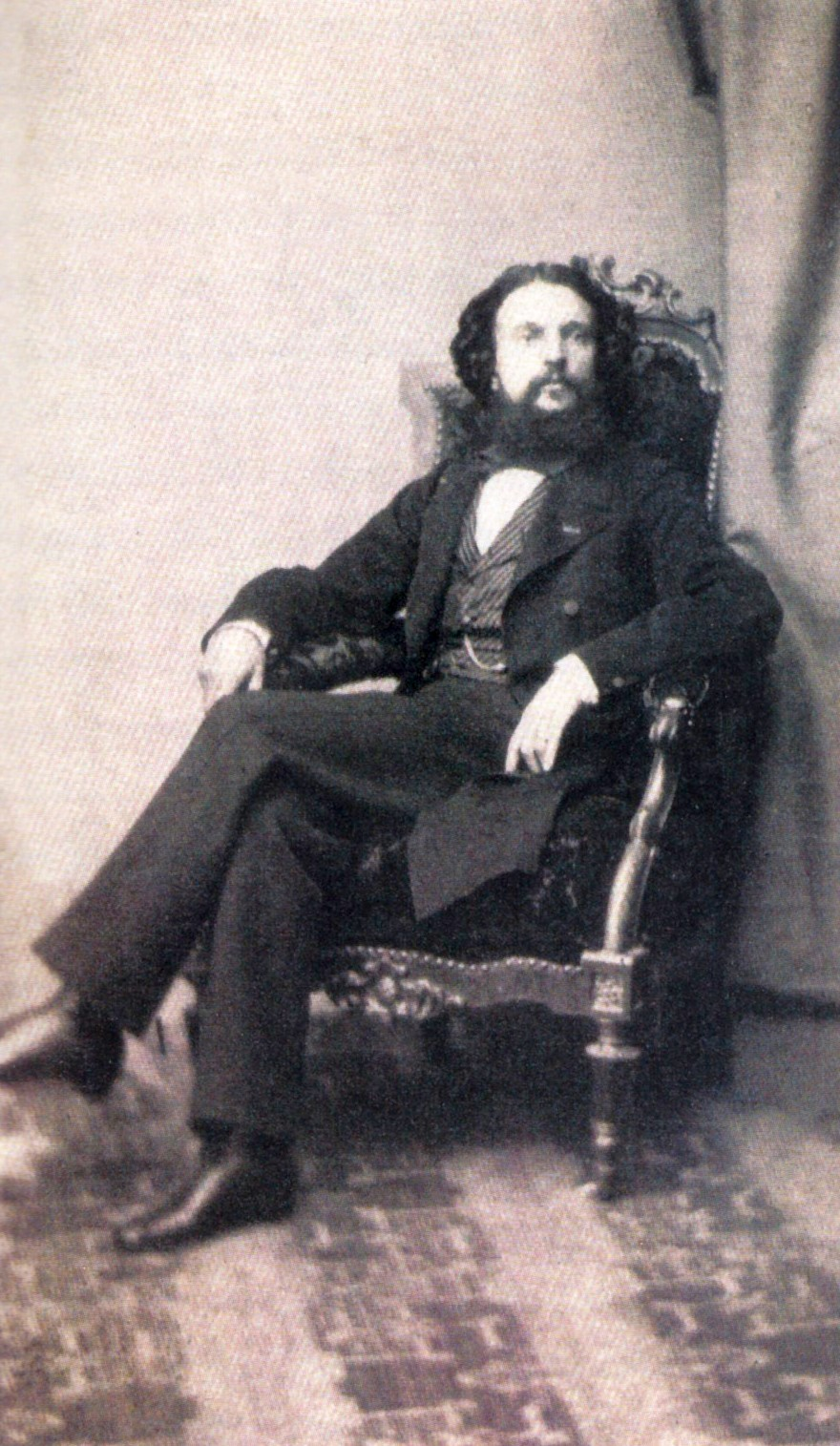
Theodor Aman
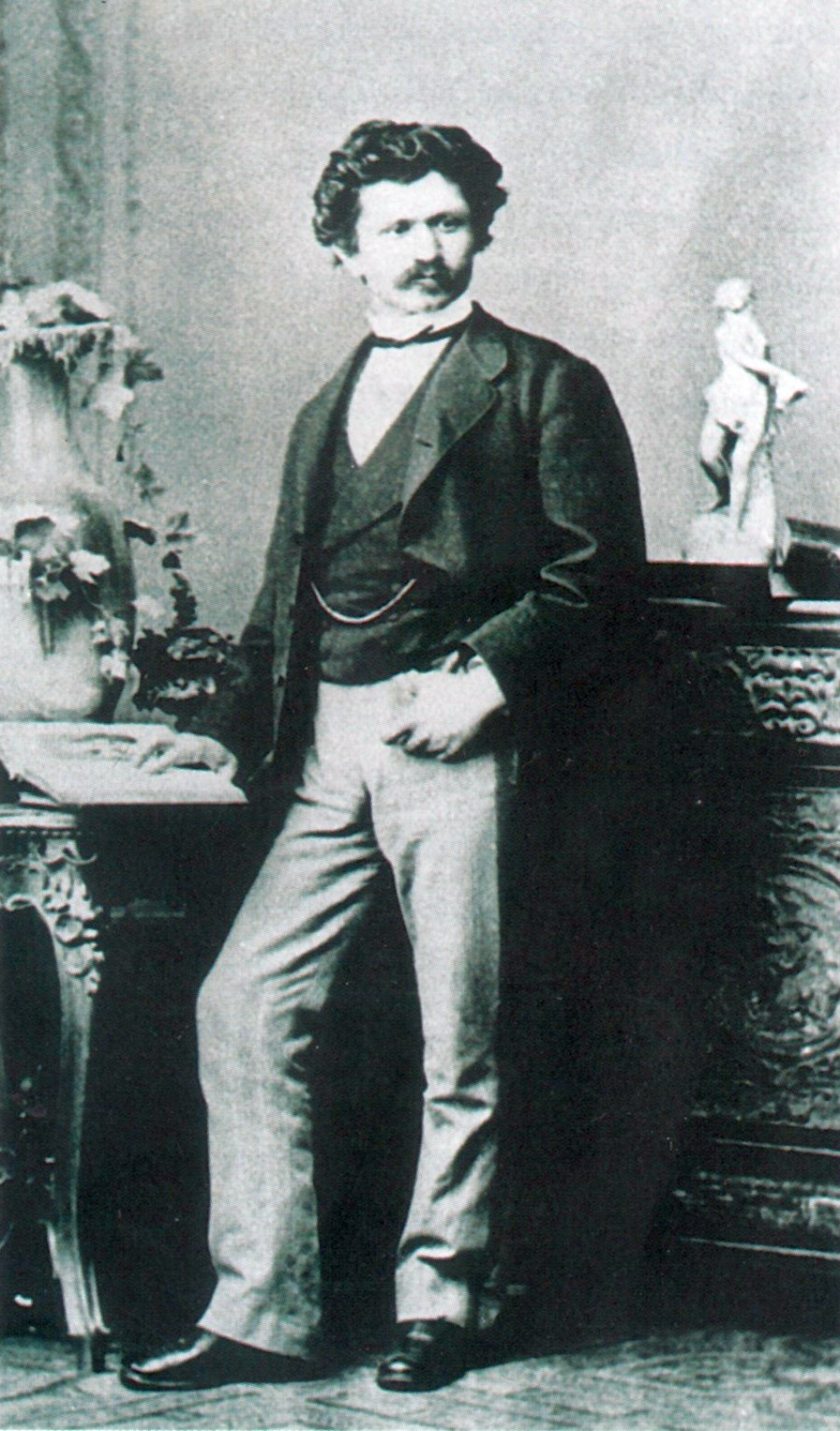
C.I. Stăncescu
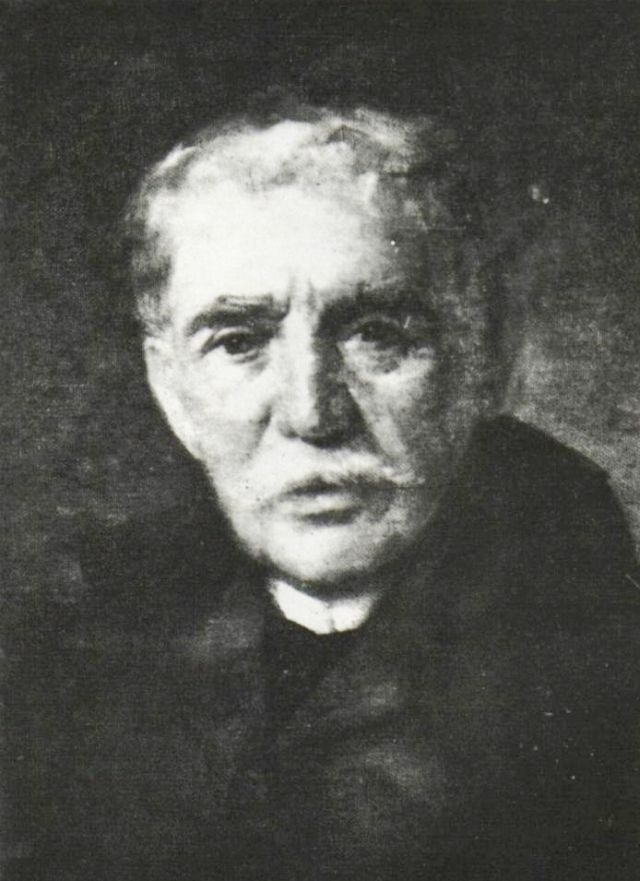
Iacovache Constantinescu

##### Lucrări expuse
- Casa Regală a României prin domnitorul Carol I, a prezentat:

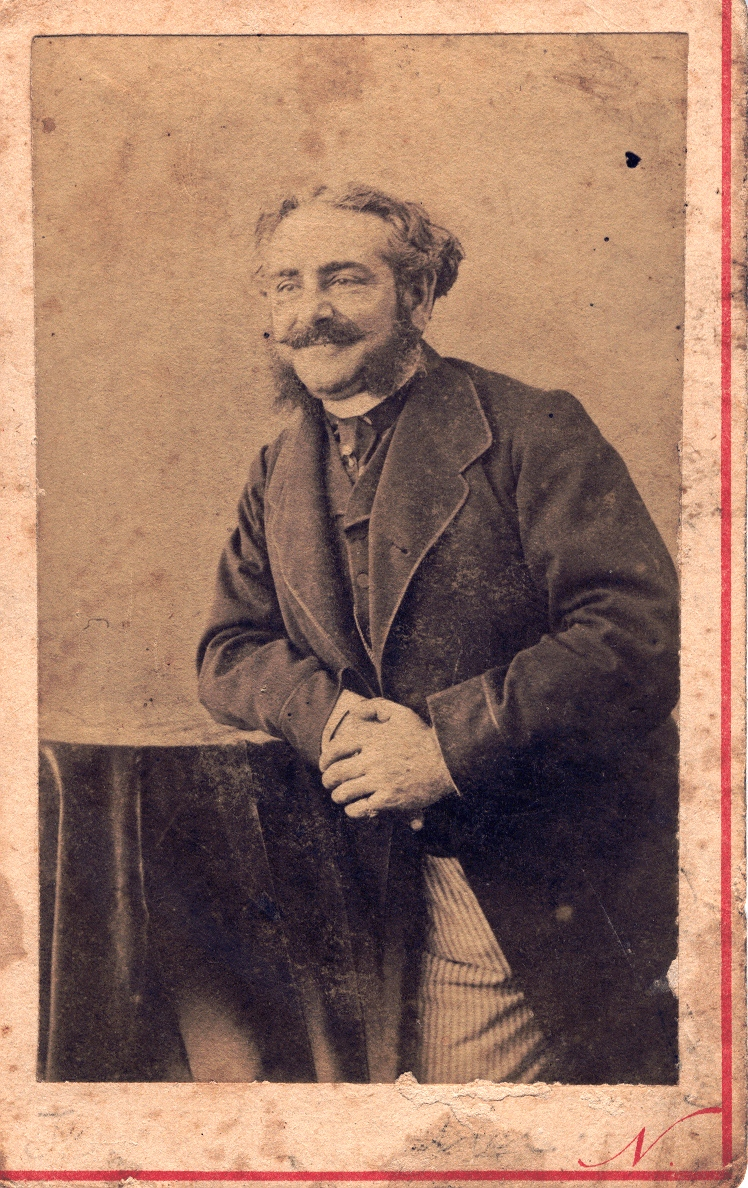
Amedeo Preziosi - fotografie de Félix Nadar

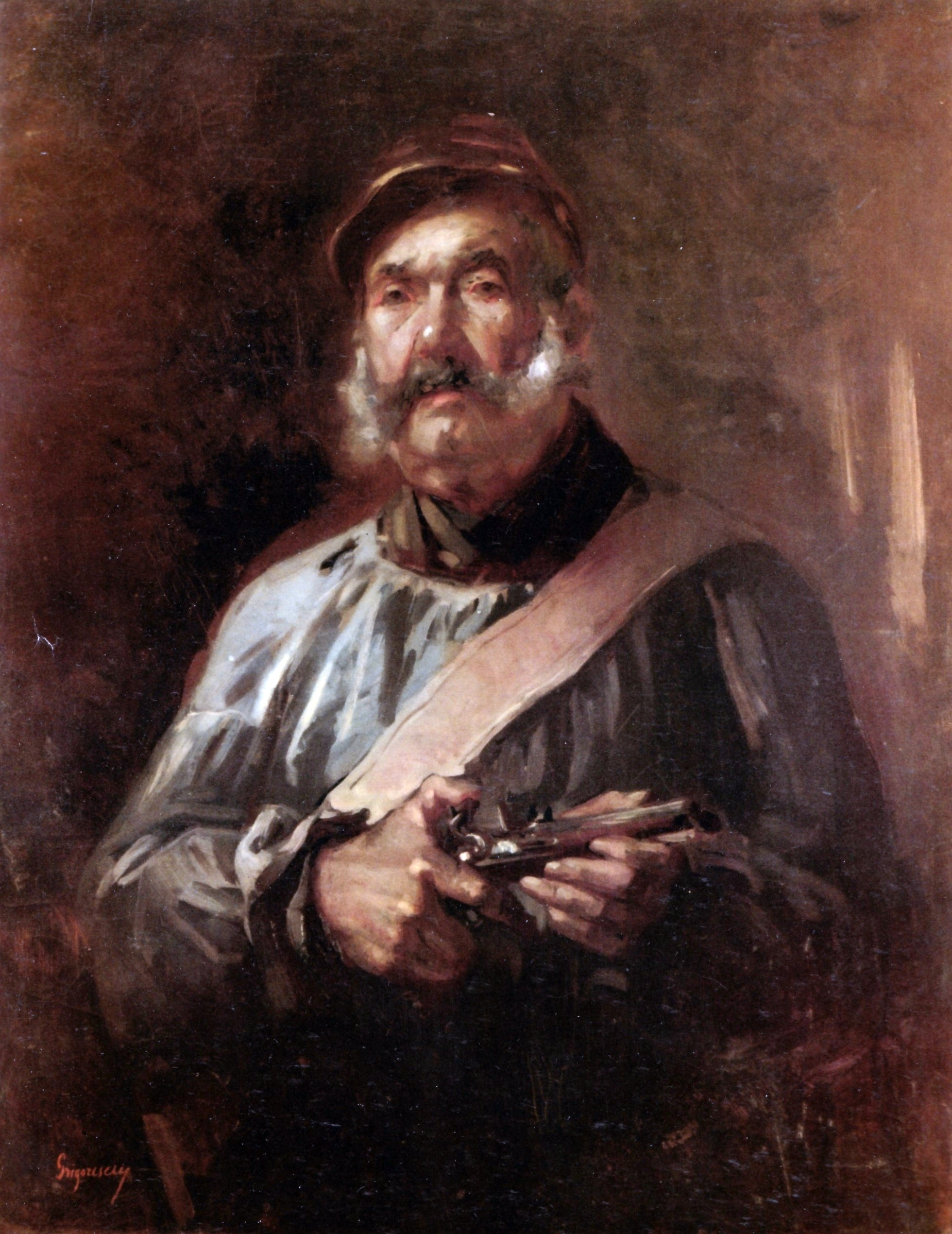
Paznicul de la Chailly - de Nicolae Grigorescu

- două portrete domnești realizate de George Peter Alexander Healy: Principesa Elisabeta în costum popular și Carol I în costum de colonel (de fapt de general) de călărași într-un peisaj de munte;
- două picturi realizate de Emil Volkers intitulate Un bâlci la Argeș și Calul alb;
- o serie impresionantă de 34 de acuarele magnifice ale lui Amedeo Preziosi;
- câteva acuarele realizate de Carol Popp de Szathmari;
- piese de mobilier realizate de ebenistul Martin Stöhr;
- un vas mare de faianță renascentistă (majolică);
- două armuri din secolul al XVII-lea;
- două candelabre din bronz în stilul Ludovic al XIV-lea.

- Theodor Aman—a expus șapte lucrări care au mai fost înfățișate publicului cu ocazia precedentelor Expoziții ale artiștilor în viață: Odalisca, Deșteptarea unei sultane, Moartea Lăpușneanului, O barcă pe Bosfor, Căpșuni, Portretul autorului ce are specificat „expus la Paris în 1858” (de fapt 1853 când portretul a participat la Salonul Oficial parizian), Un cuib (singura lucrare care era nou făcută).[28]
- Gheorghe Tattarescu—a prezentat câteva lucrări originale - un carton pentru o pictură murală Sf. Evanghelist Ion și trei portrete ale Mitropolitului Nifon, domnitorului și arhimandritului Rovin Târgșoreanu, o lucrare după școala spaniolă intitulată Spălătoresele și mai multe copii după mari maeștri italieni - Diana după Correggio, Beatrice Cenci și Sf. Cecilia după Guido Reni, Un înger după Rafael și Costum de Nituno, Costum de la Albano, lângă Roma, neatribuite.[28]
- Carol Popp de Szathmari—nu a expus nicio acuarelă cu peisaje sau tipuri din popor, ci doar copii - O bancantă și faun după școala lui Francesco Albani și Coborârea de pe cruce după un bronz de Georg Rafael Donner.[24]
- Henric Trenk—a adus pe simeze o suită de lucrări cu monumente executate în timpul excursiilor făcute cu Alexandru Odobescu.[24]
- Nicolae Grigorescu—a participat cu 146 de tablouri între care se regăseau copii făcute de către acesta la Paris - după Salvator Rosa, Pierre-Paul Prud'hon, Rubens, Nicolaes Berchem, și lucrările Paznicul de la Chailly, Doi bețivi, Bătrână cârpind, Portretul marelui ban Năsturel Herescu, O floare între flori și schița pentru Unirea Principatelor.[24]
- Mihail Ștefănescu, Alexandru Fotino, Constantin I. Stăncescu, Iacovache Constantinescu—au adus lucrări obișnuite pentru stilul lor.[24]
- Au împrumutat lucrări expoziției: Constantin Lecca și colecționarii Cezar Bolliac, Ioan Kalinderu, Nicolae Kretzulescu, Constantin Esarcu, Ioan Al. Filipescu, etc.[8]
- Lucrări din colecția lui Costache Cretzulescu - copii după Peisaj de Salvator Rosa și Țiganca ghicitoarea de Bartolomeo Manfredi.[24]
- Lucrări din colecția lui Scarlat Cretzulescu - așa cum era copia după Aurora de Guido Reni.[24]
- Lucrări atribuite lui Lucas Cranach, Tintoretto, Carlo Crivelli, Parmigianino, Salvator Rosa, Frans Floris, Watteau și Ferdinand Bol.[8]
- Mai mulți colecționari au adus la expoziție numeroase picturi de origine străină, piese arheologice, etnografice sau decorative de o valoare incertă.[24]

##### Vernisajul
[De cum intrai, te întâmpinau tablouri cu] „... flori, flori de răsură și de inișor, mănunchiuri de flori de câmp în ulcele de lut; erau luminișuri de pădure, fagi și mesteceni, case, biserici și tipuri din împrejurimile Parisului; erau ciobani din Moldova și țărănci de la Rucăr; erau vaste limpezișuri de câmp, târle de oi, vite la pășune, pluguri pe brazdă, bordeie și livezi sub poale de dealuri; erau ceruri minunate, strălucitoare dimineți de primăvară și dulci amurguri de toamnă... Și toate trăiau, în toate era suflet, aer, lumină și o tinerețe care te înveselea și-ți făcea dragă viața -- ceva curat și proaspăt în fiecare strop de culoare”
----- Alexandru Vlahuță - citat preluat din Barbu Brezianu: Grigorescu, Editura Tineretului, București, 1959, pag. 123
----- Alexandru Vlahuță: Pictorul Nicolae Grigorescu, Capitolul VI - la wikisursă, Editura Casa Școalelor, București, 1910
Ulysse de Marsillac a anunțat în ziarul Le Journal de Bucharest în data de 1 ianuarie 1873 (stil nou) va avea loc vernisajul expoziției. În același număr al ziarului, el a menționat pe cei care au împrumutat lucrări, începând cu domnitorul Carol I urmat de Nicolae Grigorescu, Theodor Aman, Seincescu, Constantin Lecca. Au urmat colecționarii Constantin Esarcu, Filipescu, Kalinderu, Bolliac, Kretzulescu, etc. El a precizat de asemenea că, exponatele nu au valori egale dar sunt importante. Toate lucrările, a considerat cronicarul, vor oferi o imagine relevantă asupra patrimoniului existent în colecțiile particulare. De Marsillac a făcut comentarii și despre modul de organizare a spațiilor manifestării. Astfel, el a amintit că din cauza scării Hotelului Herdan care nu avea balustradă puteau avea loc accidente.
Într-un număr ulterior al periodicului său, Marsillac a descris pe larg desfășurarea vernisajului. Grigore C. Cantacuzino, președintele societății, l-a întâmpinat pe domnitorul Carol I în data de 1 ianuarie orele 14. Cantacuzino i-a mulțumit domnitorului pentru onoarea pe care acesta a făcut-o prin prezența la vernisajul manifestării și pentru că „... a binevoit să incurajeze această încercare de propagare a sentimentului artistic în capitala României. Principele a răspuns subliniind utilitatea acestui tip de expoziții și amintind că grandoarea unui popor se măsoară și prin dragostea pentru arte frumoase.”

Câteva din lucrările expuse de Nicolae Grigorescu
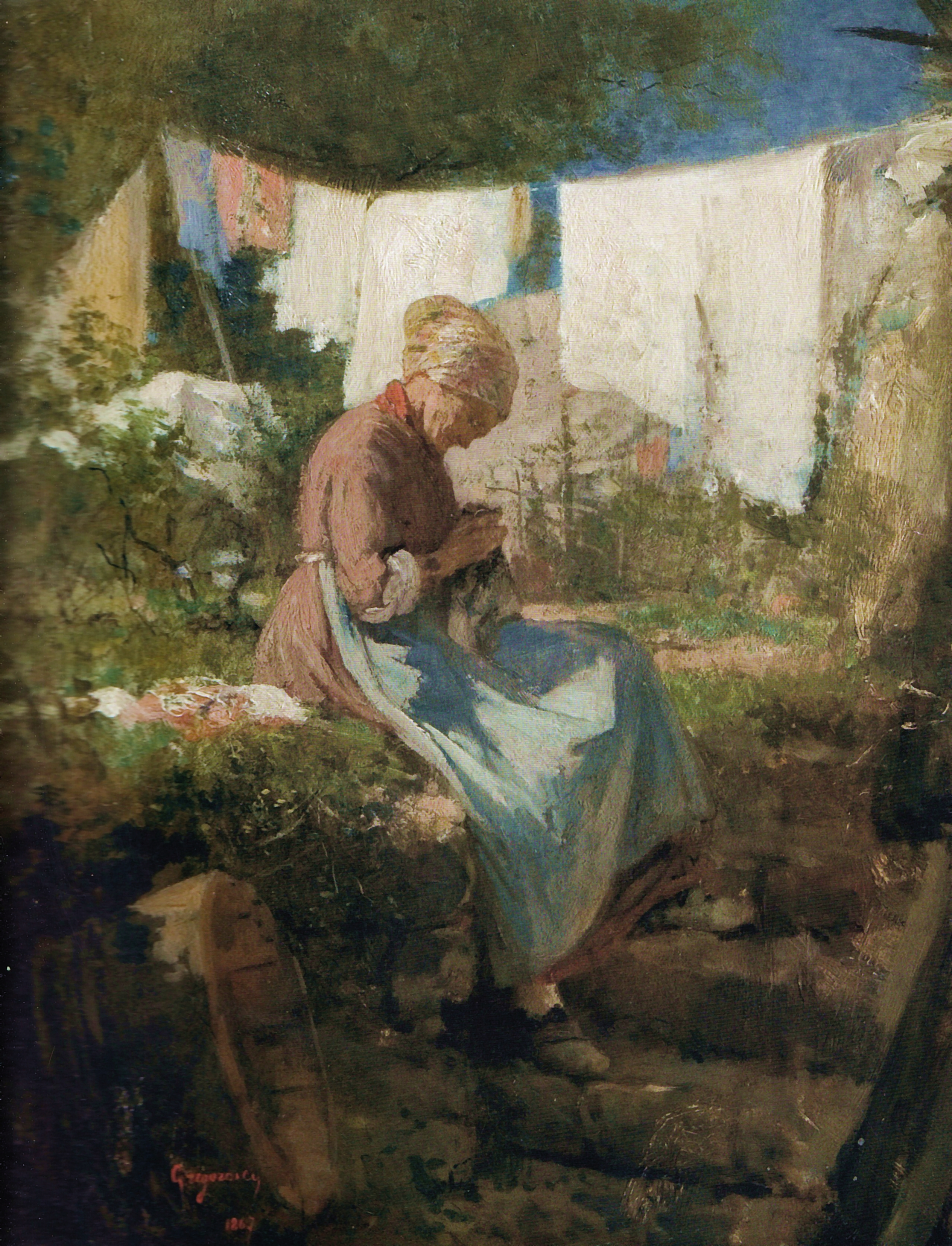
Bătrână cârpind
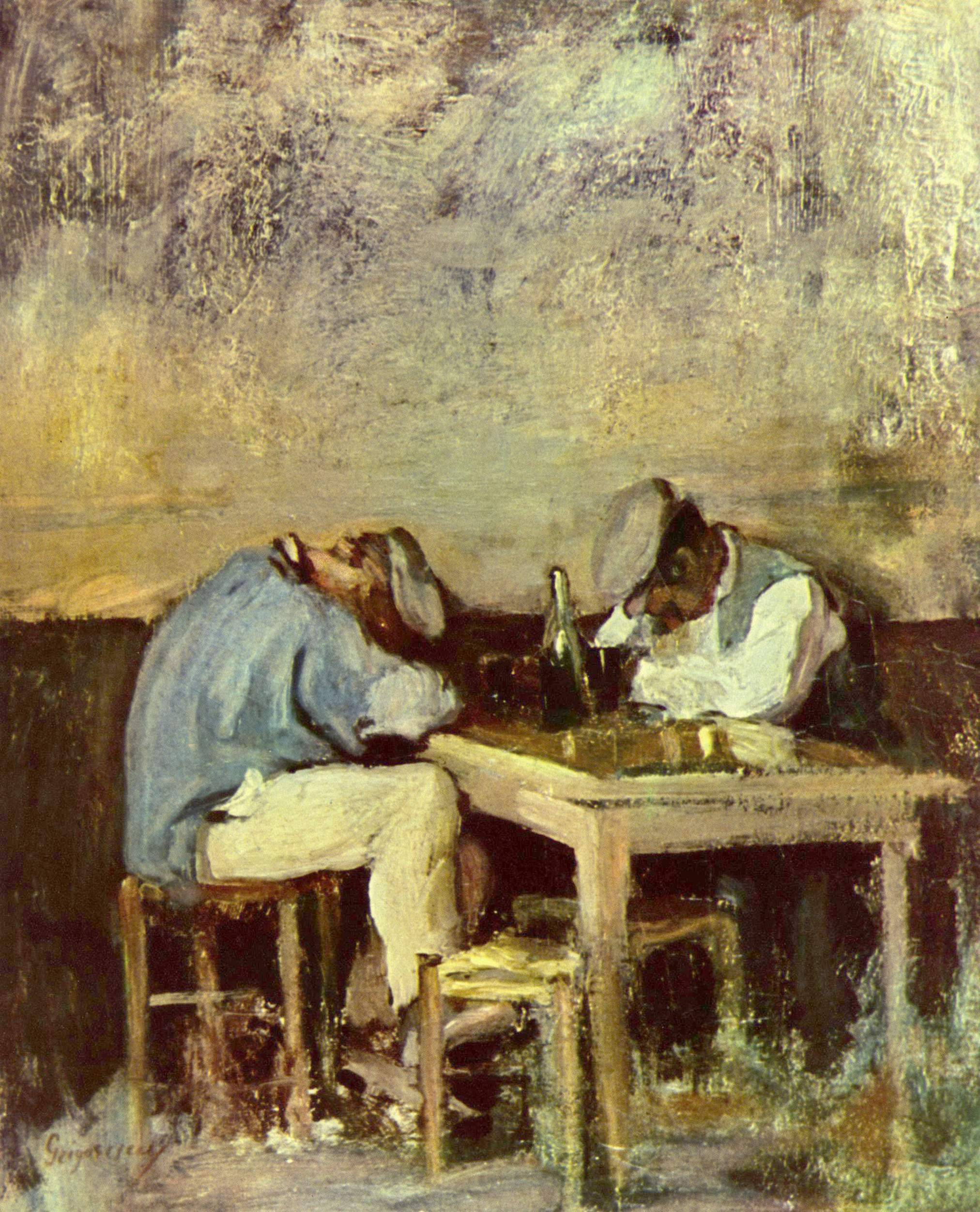
Doi bețivi
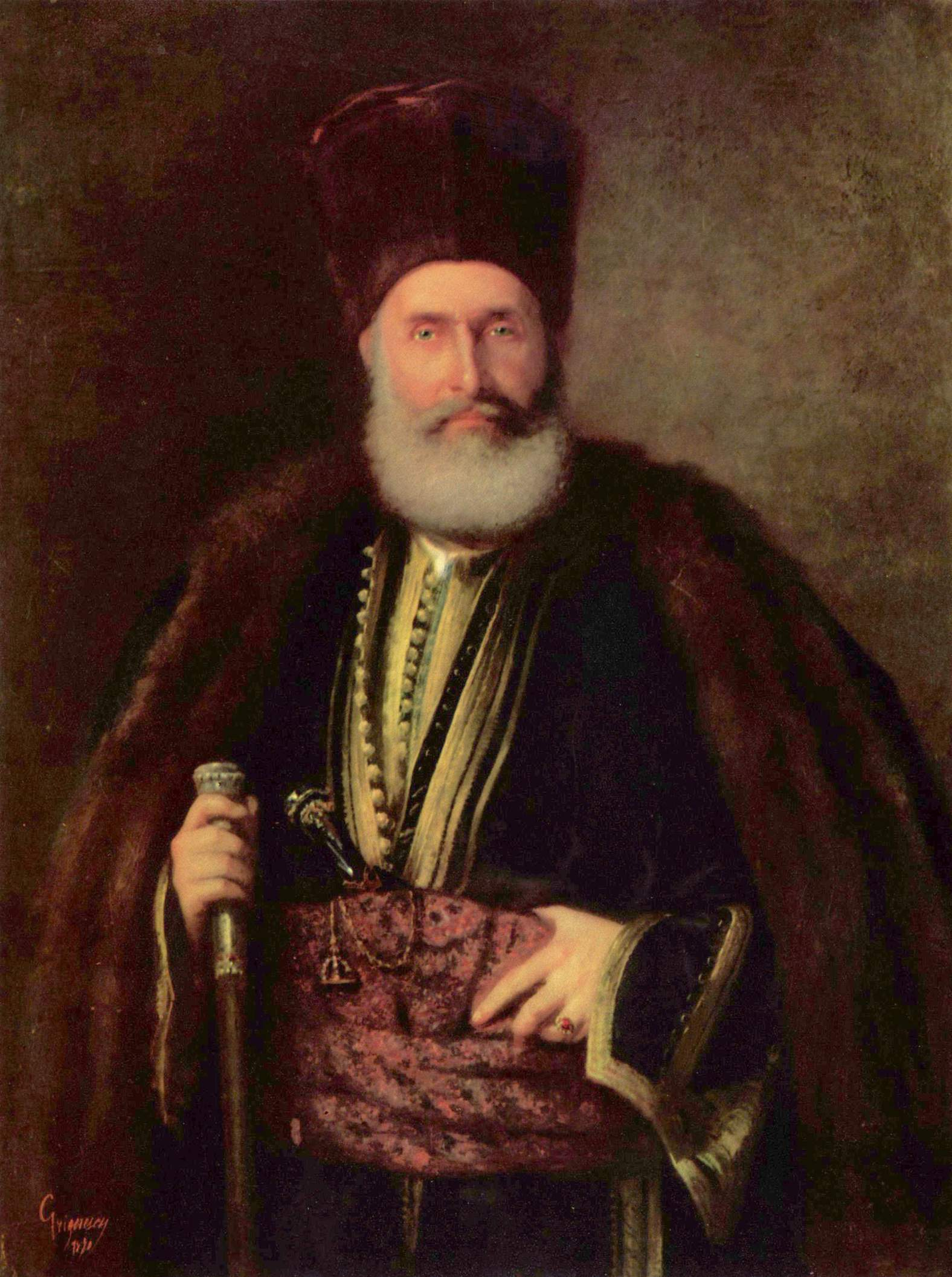
Portretul marelui ban Năsturel Herescu
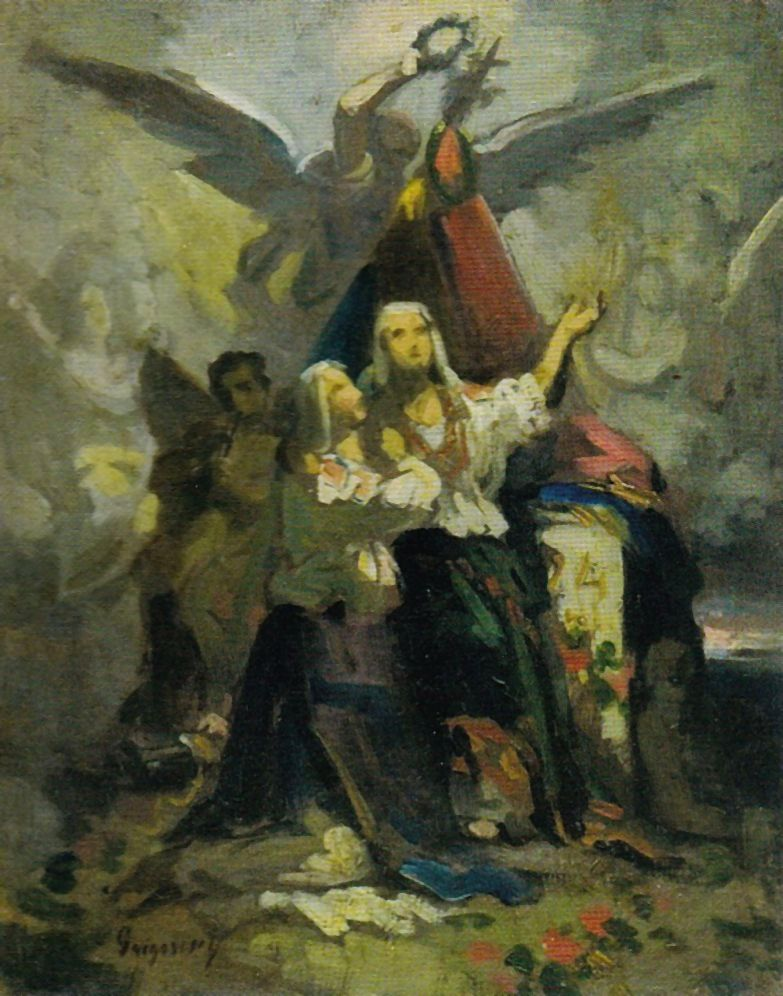
Unirea Principatelor
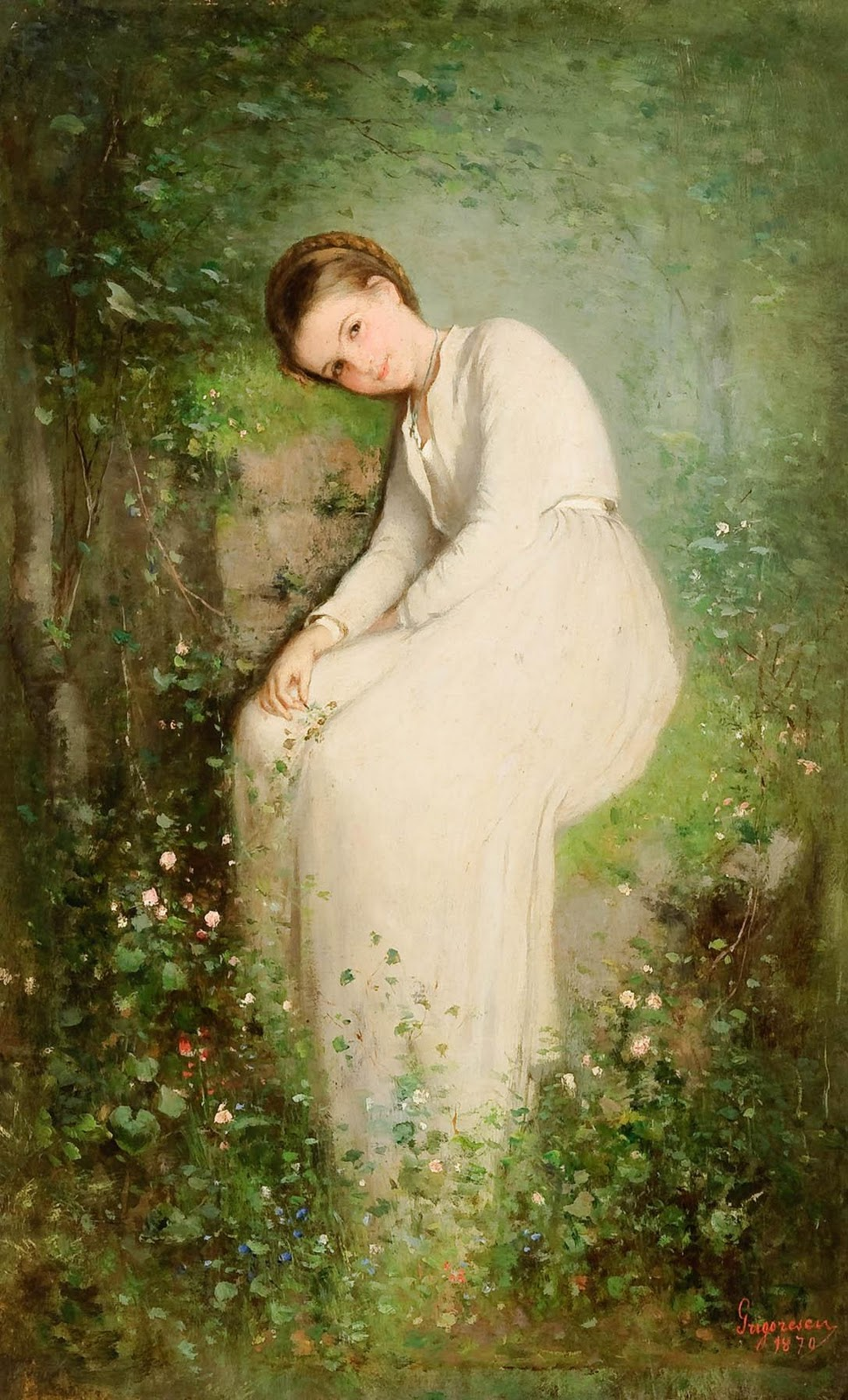
O floare între flori

Constantin I. Stăncescu a dat citire unui document prin care a precizat obiectivele societății și realizările pe care acesta le-a făcut până în acel moment. De Marsillac a menționat mai mulți artiști contemporani și renanscentiști ale căror opere pot fi admirate pe simezele manifestării.

##### Achizițiile statului
În ultima zi a expoziției, Ministerul Cultelor și Instrucțiunii Publice a decis să achiziționeze două tablouri realizate de Nicolae Grigorescu. Astfel, Consiliul Permanent al ministerului a fost invitat să aleagă lucrările. Consiliul a deliberat și a hotărât ca ministerul să cumpere picturile intitulate Natură moartă (rațe) și Un soldat veteran, cunoscut astăzi ca Paznicul de la Chailly.
Ministrul Christian Tell a aprobat achizițiile dar a diminuat bugetul alocat. Astfel, Natură moartă (rațe) a fost cumpărată cu suma de 400 de lei, în loc de 600, și Un soldat veteran cu 1200 de lei, în loc de 1500. Ca urmare, i s-a adus la cunoștință lui Nicolae Grigorescu valoarea tranzacției în ziua de 23 februarie. Artistul și-a dat acordul și în data de 24 februarie, ministerul a avizat cumpărarea lucrărilor.
În data de 13 martie 1873, Theodor Aman a trimis ministerului o adresă prin care a informat ministerul că a primit tablourile și le-a înregistrat cu numerele de inventar 107 și 108. Tot prin această adresă, Aman și-a exprimat un protest vis-a-vis de modul cum au deliberat factorii decidenți fără a se cere o părere autorizată de la dânsul:
... Cred cu toate astea Domnule Ministru, în calitatea mea de Director al Pinacotecii a supune la cunoștința Domniei Voastre că onor. Minister nu a cumpărat niciodată tablouri pentru galeria statului, decât după consultarea Comitetului Academic de Belle-Arte, singura în drept de a se pronunța.
În mod evident, Theodor Aman s-a simțit ofensat pentru că nu i s-a cerut opinia.

##### Achizițiile private
Ca urmare a succesului, societatea a organizat licitații pentru vânzarea de lucrări realizate de Nicolae Grigorescu și de către alți artiști în zilele de 15, 18 și 22 februarie. La ultima licitație care s-a desfășurat între orele 14 - 17 din ziua închiderii expoziției, Constantin Esarcu a făcut un anunț în presă prin care a invitat expozanții, în perioada 23 - 27 februarie, să-și ridice lucrările rămase.
Suma totală obținută din vânzarea lucrărilor prin licitație a fost de 24.277 lei, din care doar Nicolae Grigorescu a obținut 17.067 lei.
Alexandru Vlahuță a publicat o listă a celor care au achiziționat la licitație tablouri realizate de Nicolae Grigorescu, după cum urmează:
| \| Nr.Crt \| Titlul lucrării \| Cumpărător \| Preț \| \| ------ \| ------------------------------ \| --------------------- \| ---- \| \| 1 \| Car cu boi (Întoarcerea acasă) \| M. S. Domnitoru \| 3000 \| \| 2 \| Spălătorese pe marginea Senei \| I. Lahovari \| 1300 \| \| 3 \| Natură moartă \| G. Cantacuzino \| (?) \| \| 4 \| Cireșe \| G. Cantacuzino \| 500 \| \| 5 \| Zaraf, evreu spaniol \| I. Kalinderu \| 600 \| \| 6 \| Un ștrengar \| I. Kalinderu \| 600 \| \| 7 \| O sorginte (schiță alegorică) \| (?) \| 600 \| \| 8 \| Țigani pe drum \| M. Kogălniceanu \| 100 \| \| 9 \| Țărancă franceză \| V. Alecsandri \| 350 \| \| 10 \| Un bragagiu \| Negri \| 100 \| \| 11 \| Natură moartă (rațe) \| Dr. Kalinderi \| 300 \| \| 12 \| O bălăioară \| Minist. cultelor \| 1200 \| \| 13 \| Savoiarzi \| Odobescu \| 200 \| \| 14 \| În marginea unui bâlciu \| Pherechide \| 80 \| \| 15 \| Un cioban din Moldova \| Berindei \| 200 \| \| 16 \| Peisagiu din marginea Senei \| Alexandrescu \| 1200 \| \| 17 \| Cap (studiu) \| I. Kalinderu \| 350 \| \| 18 \| Apunerea soarelui la Barbizon \| Sferiade \| 80 \| \| 19 \| Un bujor de copiliță \| Predescu \| 200 \| \| 20 \| Marioara Florioara \| Kogălniceanu \| 1000 \| \| 21 \| Nimfă \| P. Alexianu \| 400 \| \| 22 \| Cioban francez \| D-na Alexiano \| 80 \| \| 23 \| Țița la Dâmbovicioara \| Societatea Financiară \| 350 \| \| 24 \| Un bătrân cerșetor \| V. Papa \| 800 \| \| 25 \| Mesteacăni la Barbizon \| Șuțu \| 200 \| \| 26 \| Un cântător din fluier \| Ștefănescu \| 200 \| \| 27 \| Copilă (studiu) \| P. Alexianu \| 250 \| \| 28 \| Fată la Rucăr \| Predescu \| 60 \| \| 29 \| Casă la Valea Moșneagului \| Bernath \| 100 \| \| 30 \| Țigancă \| N. Catargiu \| 150 \| \| 31 \| O moară (apus de soare) \| Hristopol \| 50 \| \| 32 \| Dimineață \| Negri \| 250 \| |                                |                       |      |
| Nr.Crt | Titlul lucrării                | Cumpărător            | Preț |
| 1 | Car cu boi (Întoarcerea acasă) | M. S. Domnitoru       | 3000 |
| 2 | Spălătorese pe marginea Senei  | I. Lahovari           | 1300 |
| 3 | Natură moartă                  | G. Cantacuzino        | (?)  |
| 4 | Cireșe                         | G. Cantacuzino        | 500  |
| 5 | Zaraf, evreu spaniol           | I. Kalinderu          | 600  |
| 6 | Un ștrengar                    | I. Kalinderu          | 600  |
| 7 | O sorginte (schiță alegorică)  | (?)                   | 600  |
| 8 | Țigani pe drum                 | M. Kogălniceanu       | 100  |
| 9 | Țărancă franceză               | V. Alecsandri         | 350  |
| 10 | Un bragagiu                    | Negri                 | 100  |
| 11 | Natură moartă (rațe)           | Dr. Kalinderi         | 300  |
| 12 | O bălăioară                    | Minist. cultelor      | 1200 |
| 13 | Savoiarzi                      | Odobescu              | 200  |
| 14 | În marginea unui bâlciu        | Pherechide            | 80   |
| 15 | Un cioban din Moldova          | Berindei              | 200  |
| 16 | Peisagiu din marginea Senei    | Alexandrescu          | 1200 |
| 17 | Cap (studiu)                   | I. Kalinderu          | 350  |
| 18 | Apunerea soarelui la Barbizon  | Sferiade              | 80   |
| 19 | Un bujor de copiliță           | Predescu              | 200  |
| 20 | Marioara Florioara             | Kogălniceanu          | 1000 |
| 21 | Nimfă                          | P. Alexianu           | 400  |
| 22 | Cioban francez                 | D-na Alexiano         | 80   |
| 23 | Țița la Dâmbovicioara          | Societatea Financiară | 350  |
| 24 | Un bătrân cerșetor             | V. Papa               | 800  |
| 25 | Mesteacăni la Barbizon         | Șuțu                  | 200  |
| 26 | Un cântător din fluier         | Ștefănescu            | 200  |
| 27 | Copilă (studiu)                | P. Alexianu           | 250  |
| 28 | Fată la Rucăr                  | Predescu              | 60   |
| 29 | Casă la Valea Moșneagului      | Bernath               | 100  |
| 30 | Țigancă                        | N. Catargiu           | 150  |
| 31 | O moară (apus de soare)        | Hristopol             | 50   |
| 32 | Dimineață                      | Negri                 | 250  |

#### Discursul de închidere
| Discursul Domnului C. Esarcu la închiderea Esposițiunei Amicilor Bellelor-Arte publicat în periodicul „Pressa” No. 46/Miercuri 28 februarie 1873 |
| --- |
| Domnilor, Comitetul Societății Amicilor Bellelor-Arte a crezut de cuviință să nu închidă expoziția ce a organizat-o și care a rămas deschisă publicului din capitală aproape două luni, fără a aduna în ședință generală pe toți membri Societății și pe toți expozanții pentru a le da raportul asupra celor întreprinse și de rezultatele obținute atât din punct de vedere artistic și moral cât și din punct de vedere financiar. Pe de altă parte, Domnilor, avem onoarea de a vă face câteva propuneri și de a vă cere sfatul și concursul pentru consolidarea și lărgirea Societății și, în consecință, pentru împlinirea scopului pe care cu toții îl urmărim. Domnilor, prima preocupare a celor care au luat inițiativa fondării Societății de Belle-Arte a fost, după redactarea statutului, de a mări pe cât posibil numărul membrilor acestei asociații. Cu toată silința ce ne-am dat cu toate circularele ce le-am trimis la mai multe sute de persoane 25 de membri asociați, plătind fiecare o cotizație de 5 lei pe lună. Acest număr a rămas staționar și este același până astăzi. Cu toate acestea, d-lor, comitetul d'voastră nu s'a descurajat. Plecând de la rezultatul cotizațiunii celor 25 membri asociați și de la câteva generoase ofrande, el a procedat la lucrarea ce a crezut mai nimerită pentru a crea în societatea română o mișcare în favorul artelor, a deștepta în public gustul frumosului și a stimula talentele artiștilor noștri deschizându-le perspective mai atrăgătoare și mai vaste. El a conceput astfel organizațiunea unei exposițiuni generale a tuturor producțiunilor artistice coprinse în cele trei mai divisiuni ale Bellelor-Arte numite plastice, adică: pictură, sculptura și arhitectura și a espus programul său în apelul ce a făcut și a adresat la toți artiștii, la toți amatorii de arte, la toți posesorii de obiecte artistice din România. Programul nostru, d-lor, trebue s'o mărturisim nu l'am realizat decât în parte. Una din cele trei arte plastice, architectura, nu figurează de loc în esposițiunea noastră. Nici un architect nu ne'a trimis studiele sale sau proectele de edificiuri pe care a putut să le lucreze și nu am isbutit a căpăta planuri, vederi sau după fragmentele de monumente ce s'au clădit în România în timpii trecuți. N'am putut prin urmare culege nici un element pentru a realiza acea idee ce am exprimat în programul nostru, idea de a compune cu timpul o istorie de cea mai mare importanță pe care o au toate națiunile europene și însuși toate popoarele orientale de ritul nostru adică: Rușii, Grecii și Serbii, voiesc a vorbi despre istoria architecturii naționale, care mai mult decât orice alte națiuni nu va da măsura culturii noastre la diferite epoci ale istoriei. Acest desidentum exprimat de noi rămâne dară în întregime lui; să sperăm că el va stimula în viitor talentul și zelul architecților și scriitorilor noștri. În privința celorlalte două arte plastice, pictura și sculptura, programul nostru nu s'a îndeplinit fără îndoială într'un mod complet, dar putem zice că rezultatele ce am obținut sunt satisfăcătoare, când ne gândim mai cu seamă la gradul foarte puțin dezvoltat al artelor la noi în țară. Sub întreitul punct de vedere estetic, retrospectiv și industrial, exposițiunea noastră conține numeroase producțiuni și mai toate specimenele artei picturale și sculpturale. Publicul a putut vedea numeroase tabeluri de maeștri renumiți atât vechi cât și moderni, portrete vechi de familie cari vădesc că și în timpii trecuți artiști de merit au visitat țara noastră și au lăsat întrânsa opere care au astăzi pentru noi un îndoit merit ca lucrări de artă și ca monumente iconografice și costumiare, copii de portrete murale care represintă pe unii din Domnii țării și alte personaje ctitoricești, aquarele, pasteluri, picturi transparente pe sticlă, desemnuri cu creionul, gravuri și, în fine, producțiuni de aquaforte, producțiuni ce pentru prima oară s'au esecutat în țară cu o rară măiestrie de către d. Th. Aman. La acestea să mai adăugim câteva cărți vechi scrise de mână ale cărora pagini sunt ilustrate. unele cu fine picturi reprezentând personaje, altele cu ornamentațiuni capricioase și originale, altele în fine cu litere împodobite cu arabescuri grațioase și viu colorate, picturi pe faianță, pe porțelan, pe smalț și, ca să completăm enumerațiunea, broderii și țesături esecutate de damele și țărăncele române cu o mare măiestrie de ornamentațiune și o anevonioasă combinațiune de culori. Am dat d-lor, oarecare importanță acestei colecțiuni de broderii, țesături și costume naționale pentru că ele pun în evidență acel instinct artistic ce se află în poporul român, instinct pe care credem că este de datoria noastră a'l stimula, a'l susține și a'l dezvolta. Deși mai puțin numeroase, producțiunile artei sculpturei figurat și ele mai sub toate formele în esposițiunea noastră: statue, grupe, busturi, basoreliefuri, sculpturi de ivoriu și pe lemn, reproducțiuni în bronz și teracotă, monede și medalii și, ce specimene de artă industrială și retrospectivă, ceramica, olăna antică și modernă, arme și armături, oase, mobilier, etc. Tote aceste obiecte, domnilor, toate aceste specimene ale artei picturale cât și ale artei sculpturale ce ni s-au trimis către persoanele esposante, cu o încredere și o generozitate pentru care nu putem îndestul a ne exprima și a voastră gratitudine, au fost îndestul de numeroase încât să umple zece săli și să presintăm Capitalei o esposițiune care a produs în spiritul celor mai mulți o sensațiune de surprindere și de admirare. Credem, domnilor, că putem considera prima esposiție generală de Bele-Arte ce s'a organizat în țară, cu un succes un fapt important de natură a ne convinge că instituțiunile cele bune pot lua cu înlesnire rădăcină în țară, de vom ști a arăta a oarecare perseverență în urmărirea unei idei ce am conceput. Perseveriați, domnilor, perseverința obținută, vom repeta continuu, iată secretul tuturor izbânzilor! Publicul Capitalei, domnilor, a înțeles importanța și a simțit atracțiunea esposițiunei noastre: suntem în plăcuta posițiune de a vă anunța că aproape 5000 persoane au vizitat aceste săli și mulți dintre d-voastră ați putut vedea aci numeroase figuri din popor pline de inteligență contemplând, esaminând, criticând, admirănd în tăcere și cu religiozitate obiectele esposițiunei noastre! Numărul visitatorilor ar fi fost poate mult mai numeros dacă presa (afară de câteva rare excepțiuni) ne-ar fi dat un concurs mai activ, mai energic, mai putemic dând o publicitate mai întinsă lucrărilor esposițiunei noastre și chemând asupră-le atențiunea publică prin articole de o critică justă, severă chiar, dar conștiincioasă. La acești visitatori trebuie să mai adăugăm un număr considerabil de elevi și eleve din principalele institute de educațiune din Capitală și mai cu deosebire din Școala normală Carol I și a Societății pentru instrucțiunea poporului, elevii cărora, d-nul director-administrator al esposițiunei, C. Stăncescu, a binevoit a face mai multe conferințe chiar de arta ce înterpreta. Domnilor, un fapt asupra căruia voi atrage atențiunea dar, este nobila și mult lăudabila dorință ce s'a deșteptat în spiritul multora din vizitatori de a deveni posesori de obiectele de artă și în special de tabeluri. Din obiectele espuse nu au fost de vânzare decât tablourile D-lui Grigorescu și un mic număr din ale celorlalți pictori români. Ei bine, domnilor, tabelurile vândute în timpul cât a ținut esposițiunea se suie până la suma de 24.277 lei, sumă din care d-nu Grigorescu singur figurează pentru 17.067 lei! Simptom, domnilor, înveselitor care trebuie să ne facă a spera că gustul artelor se va răspândi cu rapiditate în țară și că nivelul artistic al poporului se va ridica cu înlesnire. Din această sumă, casa societății noastre are un drept de reținere de 5 la sută ceea ce face că din suma susmenționată revine casei 1200 lei. Aceasta ne conduce, domnilor, a vă dace o scurtă dare de seamă despre starea financiară a societății amicilor Bellelor-Arte. Sumele ce Societatea a încasat până acum sunt cele următoare: 545 lei rezultând din cotizațiunile membrilor 1370 lei provenind din ofrande 4980 lei din biletele de intrare 910 lei din vânzarea cataloagelor. La care, de vom adăuga suma de 1200 lei provenind din reținerea vânzarei tablourilor avem ca venituri ale Societății: 9500 lei. Din această sumă s'a cheltuit: 1400 lei pentru terminarea ușilor, ferestrelor și geamurilor saloniului celui mare al hotelului esposițiunii, 400 lei dați tapițerului hotelului pentru repunerea hârtiei [tapetului] pe zidurile sălilor de care ne-am servit, 720 lei pentru zăgrăveala pereților și ceruitul parchetului, 175 lei pentru cumpărarea și instalarea de sobe prin unele săli de esposițiuni, 333 lei pentru încălzit, 280 lei cheltuieli de transport al obiectelor expuse, 418 lei plata servitorilor, 443 lei plata tapițerului pentru facerea și punerea perdelelor, aranjarea mobilierului etc., 1266 lei pentru imprimarea celor trei edițiuni ale catalogului și alte imprimate, 750 lei diverse alte cheltuieli de dulgherie și de suspendarea tablourilor, tapetelor etc., 6185 lei în total. Această sumă sustrasă din suma încasată de lei 9500 ne dă drept excedent 2810 lei ce trebue să rămână în casa societății. Din această sumă vom avea a deduce spesele necesarii pentru reintoarcerea obiectelor pe la diverșii lor proprietari și o sumă destul de considerabilă pentru formarea unui album care va fi ca o suvenire a acestei esposițiuni și în care reproducem cu oarecare lux principalele tablouri și obiecte de artă ce au figurat la esposițiunea noastră însoțite fiecare de un text explicativ. Dar, domnilor, ambițiunea noastră nu se mărginește aci. Impulsiunea ce am dat spiritelor prin esposițiunea ce închidem astăseară voim a o continua. De aceea sperăm a închiria peste putin un mic local al nostru care să serve pentru o espositiune permanentă. Când un pictor face un tablou, când un sculptor termină o statue sau un basorelief, când un architect concepe un plan de edificiu sau reproduce planul vreunui monument antic. când un amator devine posesorul vreunui obiect de artă, comitetul va deschide cu bucurie sălile localului său acestor productiuni artistice și publicul va veni să le vadă, să le admire. sau să le critice, în orice caz să-și formeze gustul și educatiunea sa artistică. Avem speranta, domnilor, că vom fi ajutati în realizarea ideii noastre de toti membrii societătii și de toti amatorii de Belle-Arte. O altă idee, domnilor, ce comitetul d-voastră a cenceput și pentru esecutarea căruia va avea asemenea trebuință de binevoitorul dv. concurs este organizarea unei loterii de obiecte de artă. Această loterie va avea drept scop pe de o parte de a mai adăuga vreo sumă oarecare la fondul societății, iar pe de alta și mai cu seamă, de a continua cu oarecare vivacitate mișcarea în favorul artelor începute de esposițiunea noastră și a inspira mulțimei dorința de a poseda pentru o sumă de câțiva franci, obiecte de artă. Fiecare membru al comitetului a oferit deja câte un obiect de artă și dacă numificența d-voastră se va asocia cu ofertul membrilor comitetului, vom forma o colecțiune prețioasă de producțiuni artistice care pusă la loterie ne va conduce cu cea mai mare înlesnire la susmenționatul. Vom termina, domnilor, anuntându-vă că comitetul dv. este pus în pozițiunea de a oferi fiecăruia membru al societății o frumoasă aquaforte lucrată de către D. Aman cu o dexteritate de adevărat maestru și pe care o aveți înaintea d-voastră. Domnilor, aruncându-ne o ultimă privire pe aceste ziduri ale esposițiunii noastre care, astăzi nobile și glorioase, vor deveni peste câteva zile niște ziduri vulgare, și transportându-ne în urmă cu inima și imaginațiunea într-un viitor unde să fim puși în posițiunea de a organiza o a doua esposițiune generală de Belle-Arte, să ne fi permis a exprima aci înaintea dv. o idee care, primită poate cu surâsuri de incredulitate ca atâtea alte idei, este destinată, avem ferma convingere, a se realisa și ea, ca atâtea altele: De ce, domnilor, să nu avem ambițiunea ca o a două esposițiune generală să se facă într-un magnific local care să fie proprietatea noastră? De ce să nu exprimăm aici în sânul Societății Amicilor Bellelor-Arte ideea ce s-a în sânul Ateneului, ce s'a emis în sânul societății pentru învățătura poporului român, ce s'a articulat în sânul societății filarmonice române? De ce nu ne-am asocia cu toate aceste asociațiuni, rezultând ca și asociațiunea noastră din inițiativă privată, și inălța în București un splendid templu artei și științei, a ridica un magnific edificiu cu magnifice proporțiuni arhitecturale, a înzestra, capitala României cu un nobil monument pe care să-1 arătăm cu mândrie străinilor și care să constituie intr'adevăr unul din principalele ornamente ale acestei cetăți, ce ar trebui să avem cu toții ambițiunea de a face dintr'ânsa metropola Orientului? Să salutăm, dar domnilor, cu toții fie chiar într-un viitor depărtat, acel templu al artei și științei ce am proiectat, acel nobil edificiu cu impozantele, grandioasele și splendidele sale proporțiuni architecturale! |

#### Critica momentului

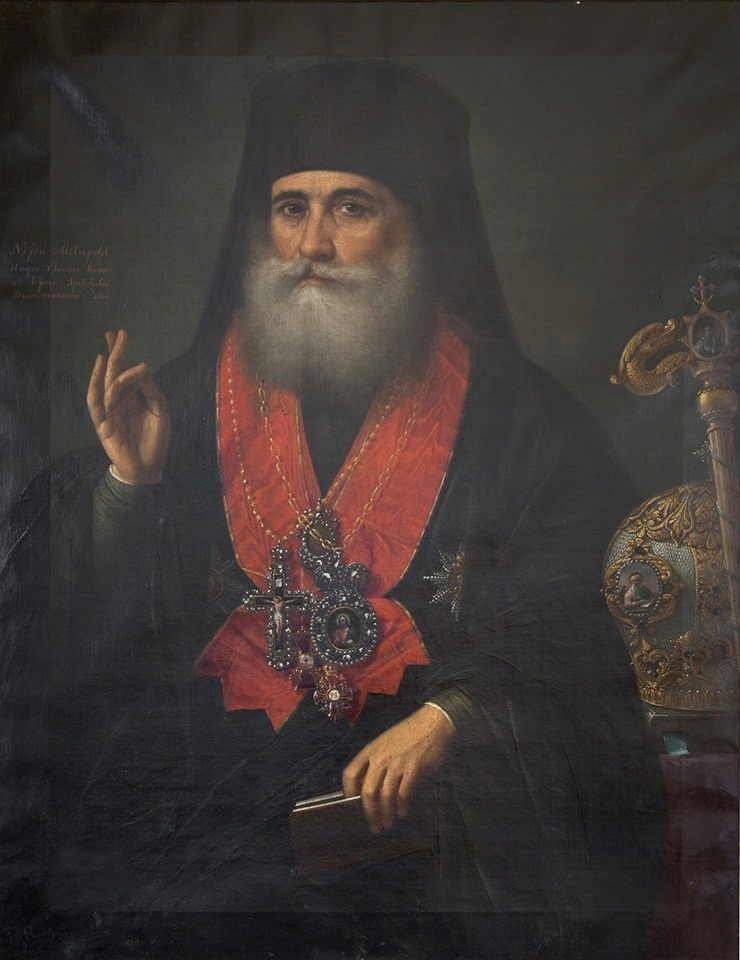
Mitropolitul Nifon de Gheorghe Tattarescu

Ulysse de Marsillac a comentat pe larg în ziarul său de limbă franceză - Le Journal de Bucharest, programul și obiectivele societății. Analizând condițiile social-istorice în care s-a desfășurat manifestarea, el a argumentat lipsa de gust artistic al românilor prin faptul că, românii nefiind înconjurați de opere de artă așa cum erau italienii și grecii, ei nu au avut unde să și-l cultive. Ca urmare el a menționat că:
„... Ne plângem adesea că românii n-au simț estetic și, judecând după aspectul orașelor și al satelor, această imputare pare absolut justificată. Este sigur că sentimentul frumosului este constant rănit pentru călătorul care ajunge aici cu obiceiurile țărilor civilizate unde arta este la mare cinste și unde operele de geniu sau cel puțin de talent oferă o eternă sărbătoare ochilor și minții. Dar această absență a gustului artistic ține de un defect inerent al firii poporului român sau este rezultatul unei circumstanțe speciale? Nu avem nici un motiv să credem că simțul frumosului lipsește în mod natural românilor ci mai degrabă credem că ceea ce le-a lipsit este ocazia de a-și cultiva acest sentiment, adormit dar nu inexistent la ei. Gustul frumosului, de fapt sentimentul artei provine esențialmente din comparație. Popoarele de artiști sunt acelea care, din copilărie, au avut norocul să fie înconjurate de capodopere. (...) În România, operele de artă sunt puține. Și cum ar fi putut fi ele în această biată țară, abandonată atâtea secole tuturor invaziilor și prea preocupată de grijile traiului pentru a se mai gândi să-și înfrumusețeze existența! Cu toate acestea, avem motive să credem că arta nu i-a lipsit cu totul. Căutând bine se vor găsi, cu certitudine, mai multe opere demne de interes, unele chiar demne de admirație.”
----- Ulysse de Marsillac: Le Journal de Bucharest nr. 249 / 16 ianuarie 1873
În vara anului 1873, Grigore H. Grandea a afirmat că:
„... Aceste două talente, Grigorescu și Montoreanu, sunt singurele cari merită să țintească atenția publică, căci întrunind forța talentului și forța studiului, suntem în drept să așteptăm de la ele flori mult mai strălucite. Suntem în drept să așteptăm ... este adevărat; dar când vom înțelege că datorăm și recunoștință acestor preoți ai Frumosului cari se sacrifică, ca niște martiri pentru răspândirea luminei în România, care de câtva timp a devenit sânul de mamă bună a tot ce este mediocru, stupid și corupt.”
----- Grigore H. Grandea: Starea literelor și artelor în România, II, „Tribuna”, 1 august 1873, pag. 9

### Expoziția din anul 1874

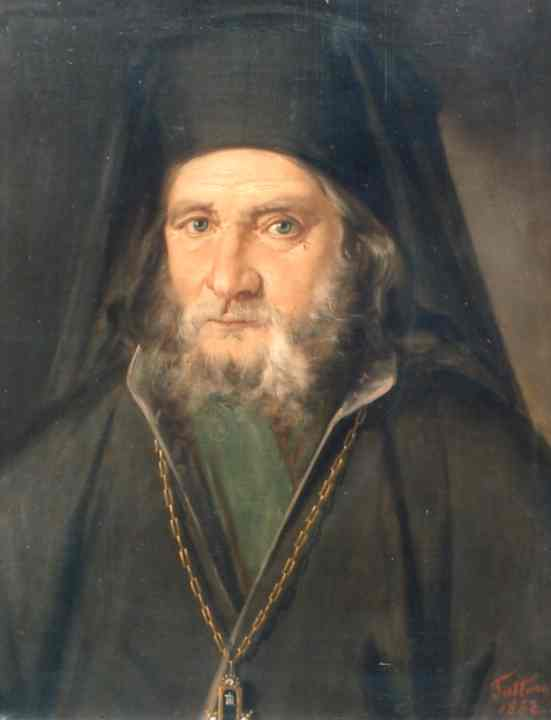
Rovin Târgșoreanu - de Gheorghe Tattarescu

Ca urmare a expoziției societății din perioada ianuarie-februarie 1873 și cu tot succesul pe care aceasta l-a înregistrat, numărul membrilor organizației a rămas același - de 25 de la înființarea ei din anul 1872. Comitetul de conducere a vrut să organizeze o nouă expoziție ce ar fi urmat să fie deschisă în ziua de 13 decembrie 1873. Data deschiderii a fost amânată pentru 26 decembrie. De fapt, expoziția s-a deschis în data de 28 decembrie 1873 după stilul nou, adică 16 decembrie după stilul vechi. Noul apel al societății nu a mai avut același ecou în rândurile colecționarilor de artă, ca și în al artiștilor.
Manifestarea s-a deschis într-un local prost luminat, cu o poziționare necorespunzătoare, la parterul casei lui Nicu Lahovary aflată pe Podul Mogoșoaiei nr. 28. Galeria a fost deschisă în fiecare zi între orele 12 și 16. Biletul de intrare costa 1 leu pentru zilele lucrătoare și 50 de bani sâmbăta și duminica. Informațiile despre acest eveniment, care au ajuns în contemporaneitate, sunt laconice. Din ceea ce se știe, este că artiștii români au adus puține lucrări din cauză că timpul scurs de la precedenta expoziție a fost destul de scurt și artiștii care erau salariați ai statului român au preferat să participe la Expoziția artiștilor în viață din anul 1874 care urma să se deschidă în luna octombrie.
Au fost expuse pe simeze un număr neprecizat de lucrări ale unor artiști români și diferite opere de origine străină care aparțineau colecționarilor Mihail Kogălniceanu, Constantin Esarcu și altora. Din informațiile analizate de criticul și istoricul de artă Petre Oprea, a rezultat că toate lucrările colecționarilor nu ar fi fost prezente la precedenta manifestare. Pe lângă toate acestea, au mai participat și 90 de tablouri din colecția lui Tintzendorf din Germania și dintr-o galerie venețiană. Cele din urmă erau copii și originale din școala flamandă, italiană, franceză și spaniolă. La închiderea expoziției, cele 90 de tablouri au fost vândute prin licitație în ziua de 17 martie 1874.
Din cauză că rezultatele manifestării nu au fost cele scontate, societatea a decis să nu mai organizeze nicio expoziție până în anul 1876. Ca o compensație, s-au organizat o mulțime de conferințe și prelegeri despre artă, așa cum a fost cea mult lăudată „Cum se critică operele de artă” susținută de Constantin I. Stăncescu.
Fiind organizată la un interval atât de scurt față de expoziția de mare anvergură de la începutul anului, această a doua manifestare a trecut, practic, neobservată.

### Expoziția din anul 1876
A treia expoziție și ultima a Societății Amicilor Bellelor-Arte s-a deschis în data de 4 ianuarie 1876 la parterul Universității din București. Au fost expuse 48 de lucrări, majoritatea mediocre, plus 31 de tablouri și o serie de acuarele și desene realizate de Nicolae Grigorescu. Pentru atragerea unui public mai numeros, intrarea a fost liberă, programul de vizitare fiind între orele 11 și 15. Cu toate acestea, expoziția nu a avut un aflux numeros de public și din cauza indiferenței și uneori chiar ostilității autorităților. Presa acelor vremuri a neglijat-o aproape complet, ea fiind angrenată de situația politică din Balcani, cu predilecție de cea din Bosnia.
Conform informațiilor pe care le-a publicat Ulysse de Marsillac în presa vremii, pe simezele evenimentului au fost expuse doar 148 de lucrări.
Din cauza dezbinărilor și a intrigilor dinlăuntrul și din afara societății, precum și din cauza plecării în străinătate a unora dintre membrii ei, societatea s-a destrămat în anul 1876, imediat după a treia expoziție pe care a organizat-o. În mod paradoxal, oficialitățile au privit cu satisfacție această destrămare, tocmai din cauza concurenței pe care aceasta o făcea expozițiilor artiștilor în viață, ale căror patroni erau. Prin dispariția manifestărilor organizate de societate s-a creat posibilitatea ca statul să abandoneze organizarea de evenimente artistice de grup pentru o perioadă de mai mulți ani, totul fiind coroborat și cu derularea Războiului Ruso-Turc dintre anii 1877 – 1878. După instaurarea păcii și recunoașterea independenței României și ridicarea țării la rang de Regat, s-a reîncercat o reactivare a societății, definitoriu fiind anunțul lui Grigore C. Cantacuzino din anul 1884 prin care își anunța o astfel de intenție. Demersul său a fost sortit eșecului.

#### Participanți și lucrări expuse
- Casa Regală a României prin domnitorul Carol I, a trimis doar trei lucrări: două după școala olandeză din secolul al XIX-lea intitulate Un cuib de păsări printre flori realizată de Abraham Mignon și Scenă de vânătoare de Albert Cuyp și portretul principesi Maria în costum popular făcut la Munchen de baroana Witzleben;[A][44]
- Nicolae Grigorescu cu 31 de tablouri, plus niște desene și acuarele;[44]
- alți artiști încă neidentificați.[44]

#### Cronică din presa timpului
Ștefan Mihăilescu, a semnat cu pseudonimul Stemill un amplu articol dedicat lui Nicolae Grigorescu în "Revista Contimporană" în care a făcut o analiză serioasă operei acestuia. El a dat dovadă de o bună pregătire estetică, bun gust și înțelegere.
Ulysse de Marsillac a făcut o prezentare în ziarul de limbă franceză Le Journal de Bucharest precizând faptul că la această expoziție nu au fost prezenți prea mulți artiști și nici calitatea operelor nu a fost prea deosebită deși, printre ele sunt și lucrări valoroase. Cronicarul a comentat doar prezența lui Nicolae Grigorescu spunând că acesta are „... un veritabil temperament de artist și un rar sentiment al culorii”. În schimb, Marsillac era dezamăgit că desenul artistului lasă de dorit, astfel că atunci când înfățișează capete, ele „... nu stau pe nici un corp" ci mai degrabă pe niște „... bețe în jurul cărora atârnă zdrențe pitorești”. Chestiunea nu era însă generalizată. Au fost și lucrări finisate nu numai eboșe. Marsillac a apreciat tipurile umane: negustori ambulanți, țigani, evrei, dar și figurile văzute în Italia (o italiancă odihnindu-se, un vagabond italian și o compoziție făcută la Roma, Dolce far niente. A lăudat pe de altă parte, tabloul intitulat Bâlciul de la Bacău (el spunându-i Un târg în Moldova).

## Critica posterității

### Barbu Brezianu
În cartea sa dedicată biografiei lui Nicolae Grigorescu, Barbu Brezianu a menționat prezența maestrului de la Câmpina alături de Theodor Aman, Szathmari, Preziosi și Stăncescu și a apreciat că tablourile artistului „... sclipeau ca niște sori pe un cer de plumb”. El a enumerat pe cei care i-au prețuit opera - Mihail Kogălniceanu, Carol Davila, Vasile Alecsandri, Constantin Negri, Alexandru Odobescu și pe tatăl lui Jean Steriadi., și a precizat impactul pe care tablourile lui Grigorescu le-a avut asupra lui Ion Andreescu:
„... Pe de altă parte epocala expoziție a fost scânteia ce a declanșat ca o vâlvătaie, vocația unui foarte sfios profesor de la Buzău, a lui Ion Andreescu. Acesta avea să ajungă în scurtă vreme unul din cei mai profunzi și valoroși pictori români. Se spune că tânărul dascăl de desen și caligrafie de la Buzău, care abia terminase Școala de Belle-Arte și se șimțea năpădit de mediocritatea vieții ca și de anosta sa catedră provincială - a fost cuprins de o atare emoție estetică la vederea tablourilor lui Grigorescu, încât s-a hotărât brusc și cu toată fervoarea să îmbrățișeze meșteșugul strălucitului reprezentant al noii generații de pictori.”
----- Barbu Brezianu: Grigorescu, Editura Tineretului, București, 1959, pag. 124 - 125
Tot Brezianu a afirmat că Nicolae Grigorescu ar fi plecat în Franța cu cei 17.067 lei pe care i-a câștigat la licitațiile organizate de Societatea Amicilor Bellelor-Arte din anul 1873.

### George Oprescu
Istoricul de artă George Oprescu a comentat pe larg expoziția din anul 1873 a societății în biografia monumentală a vieții lui Nicolae Grigorescu. Analizând catalogul manifestării, a considerat că unele dintre lucrările atribuite marilor maeștri erau fanteziste, așa cum a dat ca exemplu pe cea a lui Albrecht Dürer. A constatat și existența a unora originale, ca cea intitulată Bunavestire a lui Tintoretto care se regăsește astăzi printre exponatele Muzeului Național de Artă al României. De asemenea, Oprescu a prezentat și unele informații care diferă față de cele ale altor cercetători ai manifestării. Astfel, Theodor Aman ar fi expus douăsprezece tablouri, Iaconovache Constatinescu a avut o lucrare intitulată La Flămânda și licitațiile organizate de societate, el le-a considerat loterii cu toate că referințele monografiei vorbesc despre licitații. Istoricul a precizat că lucrarea Țiganca de la Gherghani ar fi participat la această expoziție. Faptul nu a fost confirmat de cercetările documentare ale lui Adrian-Silvan Ionescu din anul 2008.
Criticul Oprescu a făcut și o corectare a informațiilor aduse de Alexandru Vlahuță în biografia sa dedicată lui Grigorescu privind licitația expoziției din zile de 15, 19 și 22 februarie 1873. Oprescu a opinat că Vlahuță ar fi avut un catalog al lucrărilor care s-au vândut în acele zile, dar el nu ar fi știut nimic despre Societatea Amicilor Bellelor-Arte și astfel, el a crezut că acel catalog ar fi fost făcut pentru o expoziție personală a artistului, considerând-o ca fiind prima expoziție personală a lui. Mai departe, criticul a pomenit și preluarea pe care Ionel Jianu a făcut-o, acesta din urmă considerând că Grigorescu ar fi participat la două expoziții - una a societății și una personală, în același an, unde a expus circa 300 de lucrări (Vlahuță menționând 200).
George Oprescu a considerat expoziția din 1873 ca fiind una din etapele importante din cariera lui Nicolae Grigorescu care avea în acel an doar 35 de ani. Astfel, el l-a caracterizat pe maestrul de la Câmpina ca fiind „... un bărbat matur, conștient de ceea ce dorea ca artist și convins că timpul petrecut până atunci în studii, în cercetări, la început nu destul de izbutite, mai în urmă complet satisfăcătoare, îl punea în posesiunea mijloacelor cele mai desăvârșite pentru a-și exterioriza gândurile și simțirea”.

### Ion Frunzetti
În analiza pe care criticul de artă Ion Frunzetti a făcut-o vieții și operei lui Gheorghe Tattarescu, acesta a amintit că artistul a fost unul dintre organizatori, casierul expoziției și unul dintre principalii expozanți. Tattarescu a participat cu 18 lucrări originale și copii după maeștrii europeni. Cele mai multe din tablourile pictorului au fost prezente și la Expoziția artiștilor bucureșteni din anul 1864 și multe dintre ele au fost realizate în perioada în care acesta a fost la studii în Italia. La momentul expoziției societății din anul 1873, voga artistului care se afla de ceva vreme pe un trend ascendent a fost estompată de Nicolae Grigorescu și practic eliminată din primul plan al interesului amatorilor de artă.

### Petre Oprea
Deși nu a transpus în practică toate stipulările cuprinse în programul său în scurta perioadă cât a funcționat, Societatea Amicilor Bellelor-Arte a reușit să atragă atenția opiniei publice asupra evenimentelor expoziționale artistice și să demonstreze amatorilor de artă și artiștilor că o organizație de acest tip poate să ofere acțiuni de lungă durată și mai ales de mari proporții care să ducă la instruirea și la cultivarea publicului larg.
Prin Expoziția din anul 1873, societatea a realizat contactul participanților, fie că erau artiști plastici sau vizitatori, cu arta străină prin prezentarea unor lucrări realizate de mari maeștri ai artei universale alături de cele ale creatorilor autohtoni. Societatea românească în ansamblul ei, nu a fost animată de tendințe noi, ea fiind tributară artei oficiale. Excepția față de o atare stare a lucrurilor a făcut-o opera lui Nicolae Grigorescu, care s-a remarcat cu predilecție într-un astfel de cadru.

### Adrian-Silvan Ionescu
Adrian-Silvan Ionescu a aprobat raționamentul pe care Ulysse de Marsillac l-a făcut în articolul său din Le Journal de Bucharest din 16 ianuarie 1873. Criticul a considerat că și speranța pe care de Marsillac și-a pus-o în societatea românească era pe deplin întemeiată, mai ales datorită activității pe care o făcea de informare a publicului despre acțiunile pe care societatea le-a realizat până la dizolvarea ei din anul 1876.

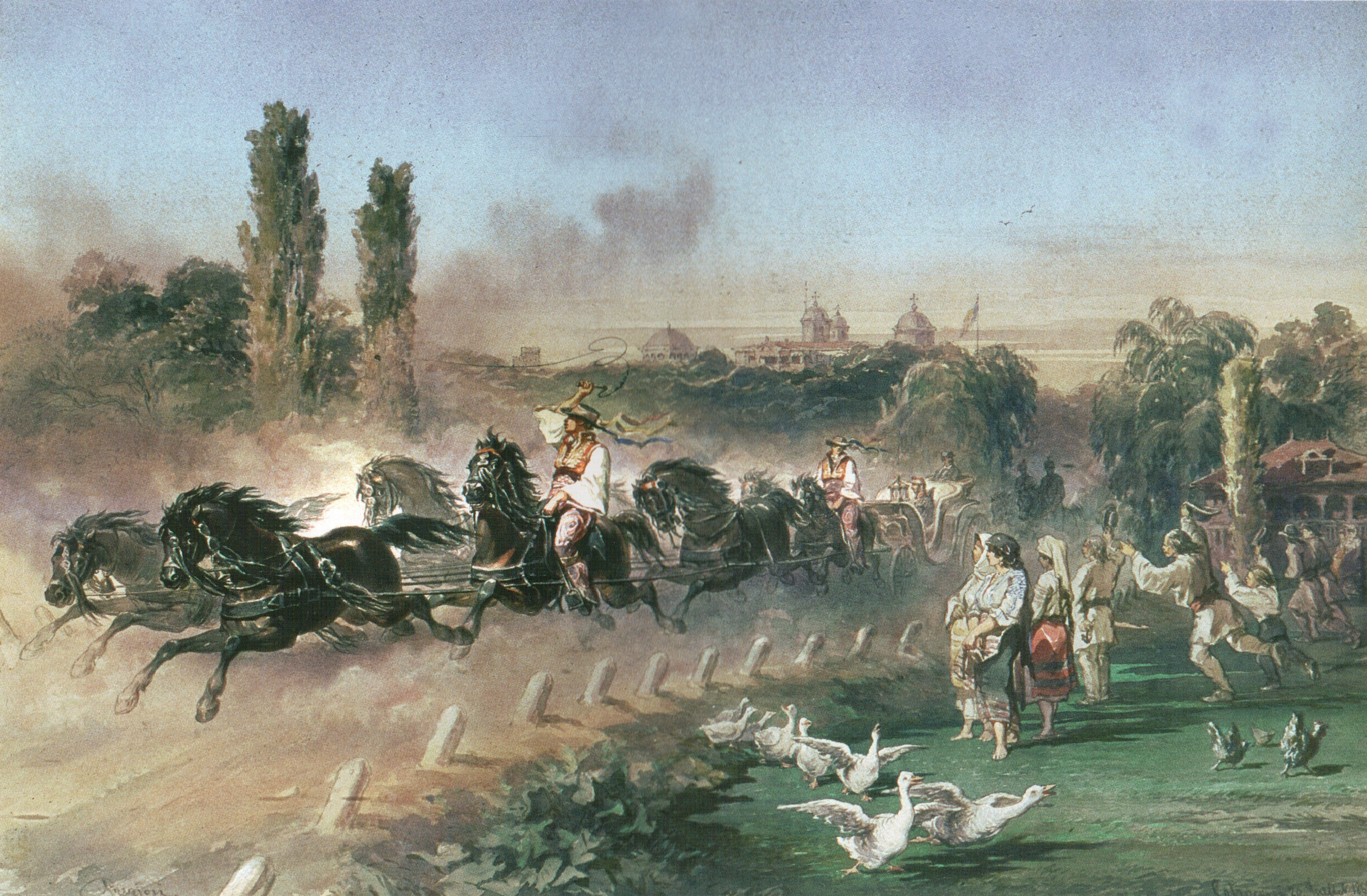
Poștalionul domnesc - de Amedeo Preziosi

Silvan-Ionescu și-a exprimat rezerva cu privire la faptul că lucrările menționate de Ulysse de Marsillac ca aparținând lui Lucas Cranach, Carlo Criveli, Parmigianino, Tintoretto, Salvator Rosa, Watteau, Frans Floris sau Ferdinand Bol, să fi fost cu adevărat originale. Criticul a adus ca argument poziționarea unei publicații străine - La Gazette des étrangers din Viena, care a luat în derâdere expoziția, fapt care l-ar fi inflamat pe cronicarul de Marsillac. Astfel, periodicul din Viena a spus că la Hotelul Herdan „... nu era expus nimic românesc; se văd doar câteva tablouri slabe, capodopere de artiști închipuiți și venerabilele resturi de olărie ale d-lui Bolliac.” Ca răspuns, ziaristul bucureștean a refuzat provocarea „... inspirată de o sistematică reavoință” și a considerat că o asemenea manifestare nu putea să aibă toate exponatele de o calitate de prim ordin și că existau pe simeze destule opere remarcabile.
Pentru publicul bucureștean, noutatea expoziției a constituit-o tematica peisajului ca parte constitutivă a operei lui Nicolae Grigorescu. Până în acest an, peisajul era abordat de către pictorii locali din România doar ca fundal al compozițiilor de gen sau istorice. Peisajul mai apărea și în copiile de școală pe care elevii le făceau după artiștii străini sau în acuarelele ce aveau doar caracter documentar. Numeroasele pânze cu peisaje expuse de Nicolae Grigorescu, fără a avea o anecdotică specifică și fără a fi necesară o decodificare a unui mesaj, erau destinate hedonismului și liniștii sufletești. Ca urmare, ele au cucerit publicul. Din acest moment, crucial pentru Grigorescu, peisagistica a devenit preferata amatorilor și colecționarilor de artă, aceasta fiind din ce în ce mai prezentă la toate manifestările artistice ulterioare. Este binecunoscut efectul pe care Expoziția Societății Amicilor Bellelor-Arte din anul 1873 l-a avut asupra lui Ion Andreescu, cel care a vizitat și el expoziția de la Hotelul Herdan. Se știe că în acest moment Andreescu a decis să se consacre picturii.
Expoziția Societății Amicilor Bellelor-Arte din 1873 a fost un succes din aproape toate punctele de vedere. Ea a asigurat triumful lui Nicolae Grigorescu. Din acest moment el a fost apreciat drept cel dintâi pictor al țării, fără rival în rândul confraților.
Expozițiile pe care Societatea Amicilor Bellelor-Arte le-a făcut, mai ales prima și ultima, au impus numele lui Nicole Grigorescu în rândul artiștilor plastici din România. El i-a eclipsat pe toți aceștia cu toate că erau mai vârstinici ca el. Grigorescu a adus un suflu nou picturii din România printr-un stil absolut nou și printr-o tematică foarte variată care a pornit de la portret și natura statică și a ajuns la peisaje și compoziții câmpenești fără a include tematica istorică ce era atât de familiară acelor timpuri, exceptând desigur, încercările de tinerețe așa cum au fost naiva compoziție Mihai Viteazul la Călugăreni și Dragoș cu zimbrul.
Principalul concurent al lui Grigorescu era fără nicio umbră de îndoială - Theodor Aman. După Expoziția Societății din anul 1873, Aman s-a abținut să mai expună la manifestările publice ale societății din anul 1874 și 1876 și nici la Expoziția artiștilor în viață din anul 1874, deși el a fost în continuare președintele acesteia. Ca urmare, el a deschis o expoziție personală în propriul său atelier în perioada 10 - 20 ianuarie 1876, parcă tocmai pentru a concura ultima expoziție a societății. Expozițiunea din atelierul lui a fost anunțată în presa timpului și printr-o foaie volantă pe care o tipărise și o distribuise publicului amator. În ziarul Pressa din 10 ianuarie 1876, cronicarul a recomandat expoziția lui Aman astfel:
... "E destul a cita numele d-lui Aman și a aminti distinsul său talent spre a fi convinși că publicul amator de belle-arte să primească cu satisfacțiune această plăcută nuvelă ce-i dăm. Din parte-ne, mulțumim d-lui Aman pentru această deciziune ce a luat de a delecta ochiul inimilor amatoare de belle-arte și cu sentimente estetice prin espunerea operelor sale distinse."
Expoziția din atelierul lui Theodor Aman nu a fost un succes de casă, deoarece nu a vândut decât lucrări executate în acvaforte, ieftine și accesibile oricui. Nu a vândut niciuna din picturile sale monumentale ce erau estimate la sume considerabile. Ca urmare, Aman i-a scris o scrisoare fratelui său Alexandru Aman și i-a explicat insuccesul demersului său expozițional, menționând că publicul nu a fost interesat de artă și că nu a reușit decât să-i murdărească podelele.